# Neuchâtel
Vous lisez un « bon article » labellisé en 2008.
Cet article concerne la ville de Neuchâtel. Pour les autres significations, voir Neuchâtel (homonymie).
Neuchâtel (prononcé /nœʃatɛl/ ou /nøʃatel/  ; en allemand Neuenburg [ˈnɔɪ̯ənbʊʁk] ) est une ville de Suisse, capitale du canton de Neuchâtel et de l'ancien district de Neuchâtel. Située dans la région Littoral au bord du lac de Neuchâtel, sur le flanc sud du massif du Jura, elle fait face à la chaîne des Alpes.
Neuchâtel est citée pour la première fois en 1010. Elle est gérée par des comtes de Neuchâtel jusqu'en 1458, puis est soumise à l'autorité de la famille d'Orléans-Longueville jusqu'en 1707. La ville passe ensuite sous l'autorité des rois de Prusse jusqu'en 1848, tout en ayant dès 1814 adhéré à la Confédération suisse en formant l'État de Neuchâtel.
L'économie de la ville a longtemps été liée à l'administration (ville la plus importante de la région) et à l'agriculture (principalement dans les vendanges ). Elle a été dominée par le commerce international au XVIIIe siècle, puis par les secteurs secondaire (horlogerie) et tertiaire. Au tournant des XIXe et XXe siècles, plusieurs hôtels sont construits pour soutenir le tourisme qui accompagne le développement du chemin de fer. La région est fortement industrielle avec la chocolaterie Suchard, les forges et scieries Martenet, l'horlogerie et la fabrication d'indiennes qui se développent durant le XIXe siècle et s'effondrent à la fin du XXe siècle. Elle se renouvelle aujourd'hui grâce aux techniques de pointe et développe un pôle de compétences autour du CSEM et d'une antenne de l'EPFL. La ville est également connue pour son université, son club de football, ses activités industrielles de hautes technologies et, sur le plan touristique, pour son bourg médiéval en zone piétonnière et sa situation en bord de lac avec une vue panoramique sur les Alpes. Elle a en outre été l'une des quatre villes organisatrices d'Expo.02.
En juin 2016 pour Corcelles-Cormondrèche, Neuchâtel et Valangin, puis le 25 novembre 2018 pour ceux de Peseux, les habitants des communes de Peseux, Corcelles-Cormondrèche et Valangin acceptent la fusion avec Neuchâtel, formant ainsi la ville la plus peuplée du canton et la troisième de Suisse romande. Dans le cadre de la réorganisation territoriale du canton, la nouvelle commune issue des quatre anciennes communes historiques est officialisée le 1er janvier 2021 avec un nouveau slogan, Esprit d’ouverture Terre d’innovation, une nouvelle identité visuelle et de nouvelles autorités, élues le 25 octobre 2020.

## Géographie

### Situation

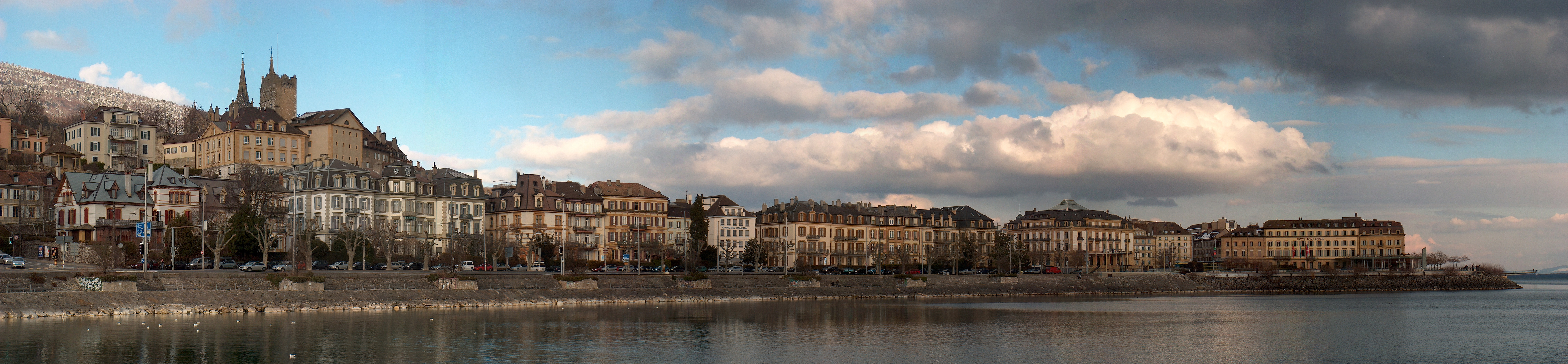
Vue sur une partie du centre-ville depuis la baie de l'Évole.

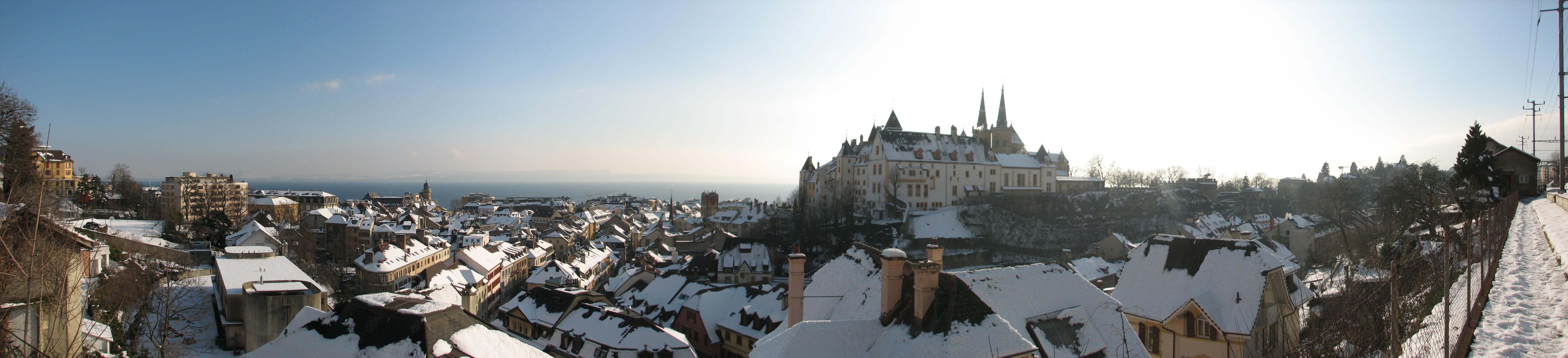
La ville de Neuchâtel sous la neige, surplombée par le château.

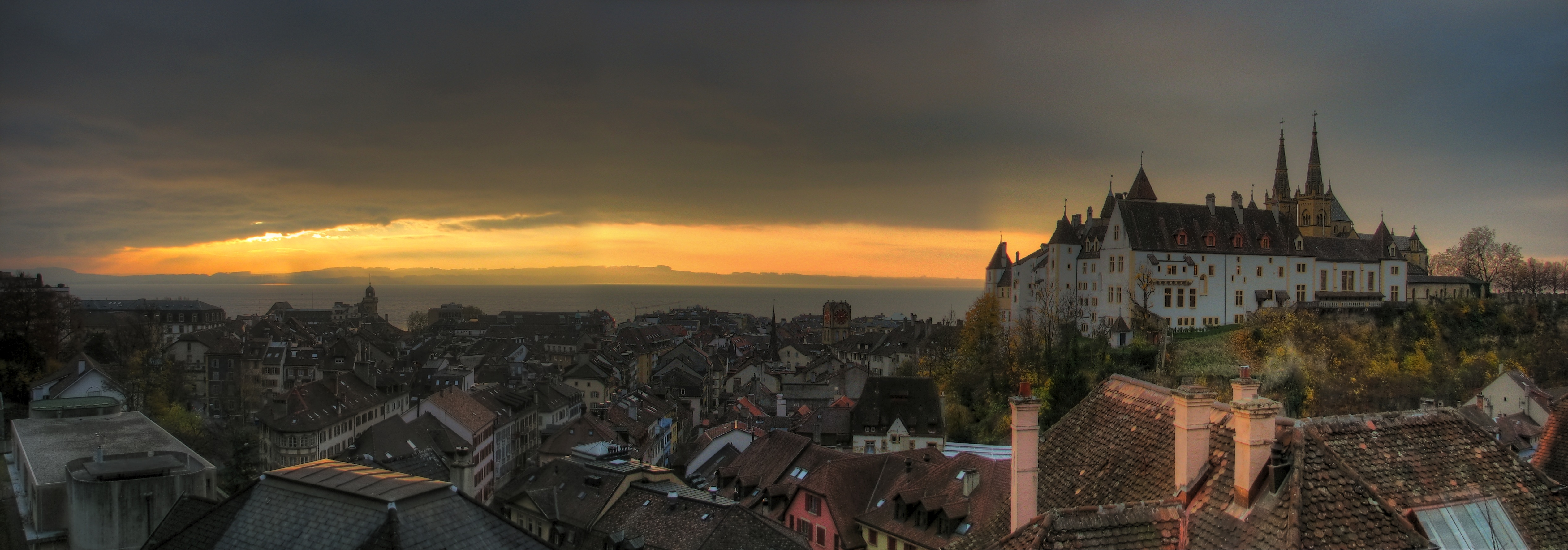
Le château de Neuchâtel et la ville en contrebas, au lever du soleil.

Vue aérienne (1949).

La ville de Neuchâtel se situe dans l'ouest de la Suisse, à 25 kilomètres à vol d'oiseau de la frontière française. Elle se trouve sur la rive gauche du lac de Neuchâtel, dans sa partie septentrionale.
Elle se situe à 40 kilomètres à l'ouest de Berne, à 106 kilomètres au nord-est de Genève et à 74 kilomètres à l'est de Besançon. Elle faisait partie de la métropole Rhin-Rhône en compagnie de l'Eurodistrict Trinational de Bâle, de plusieurs villes suisses et de huit villes françaises.
La commune comprend les localités de Peseux, Corcelles, Cormondrèche, Valangin, Chaumont, La Coudre, Serrières et Monruz. Elle est limitrophe de Rochefort, Milvignes, Hauterive, Saint-Blaise, Val-de-Ruz, Enges et Cressier.
La commune de Neuchâtel s'étend sur 30,08 km2. Lors du relevé de 2013-2018, les surfaces d'habitations et d'infrastructures représentaient 30,8 % de sa superficie, les surfaces agricoles 15,7 %, les surfaces boisées 53,0 % et les surfaces improductives 0,3 %.

### Hydrographie et géologie
La rivière du Seyon traversait la ville de Neuchâtel, elle est dérivée dans un tunnel depuis 1843. Elle se jette dans le lac de Neuchâtel, plus grand des lacs entièrement suisses avec 217 km2. Le Seyon prend sa source à Villiers, traverse le Val-de-Ruz et les gorges du Seyon puis atteint Neuchâtel par le nord. Le centre historique se situe sur la rive droite de la rivière. La rivière n'est pas navigable mais elle a longtemps été un élément important de l'industrie neuchâteloise en apportant l'énergie nécessaire aux moulins de la ville.
Le Jura au pied duquel se trouve Neuchâtel est essentiellement constitué de calcaire jaune aussi appelé pierre d'Hauterive du nom du village voisin. Cette pierre est exploitée dès l'époque romaine pour la construction, elle donne un aspect particulier aux bâtiments du lieu. Le bas de la ville est en grande partie construit sur les alluvions déposés par le Seyon, les quartiers les plus récents sont bâtis sur les matériaux extraits lors de l'arasement des collines de la ville pour la pose des voies ferrées et ceux extraits lors du percement des tunnels routiers. Le haut de la ville est couvert de forêts.

### Climat
La ville de Neuchâtel est soumise au climat océanique dégradé, climat qui a des saisons, un hiver froid sans être systématiquement glacial et un été chaud.
| Mois          | jan. | fév. | mars | avril | mai  | juin | jui. | août | sep. | oct. | nov. | déc. | année |
| ------------- | ---- | ---- | ---- | ----- | ---- | ---- | ---- | ---- | ---- | ---- | ---- | ---- | ----- |
| T. min. moy.  | −0,3 | −0,1 | 2,9  | 6     | 9,9  | 13,5 | 15,4 | 15,2 | 11,7 | 8    | 3,5  | 0,6  | 7,2   |
| T. moy. (°C)  | 1,8  | 2,6  | 6,5  | 10,3  | 14,2 | 18   | 20,1 | 19,6 | 15,5 | 10,8 | 5,8  | 2,6  | 10,7  |
| T. max. moy.  | 3,9  | 5,6  | 10,6 | 15    | 18,9 | 22,9 | 25,3 | 24,7 | 19,8 | 14,1 | 8,1  | 4,6  | 14,5  |
| Préc. (mm)    | 69   | 58   | 63   | 67    | 87   | 87   | 92   | 99   | 77   | 88   | 76   | 93   | 956   |
| J. avec préc. | 9,9  | 8,9  | 9    | 9,2   | 11,4 | 10,4 | 10,3 | 10,2 | 8,5  | 10,4 | 9,6  | 10,5 | 118,3 |

| Diagramme climatique                                  |           |           |       |           |            |            |            |            |         |          |          |
| J                                                     | F         | M         | A     | M         | J          | J          | A          | S          | O       | N        | D        |
| 3,9−0,369                                             | 5,6−0,158 | 10,62,963 | 15667 | 18,99,987 | 22,913,587 | 25,315,492 | 24,715,299 | 19,811,777 | 14,1888 | 8,13,576 | 4,60,693 |
| Moyennes : • Temp. maxi et mini °C • Précipitation mm |           |           |       |           |            |            |            |            |         |          |          |

La durée d'ensoleillement de la ville s'élève à 1 800 heures par an.

### Transports et communications
La physionomie actuelle de la ville est surtout marquée par l'évolution des moyens de transport, par les routes qui étaient initialement sur les flancs des collines (la ville ancienne est sur une colline qui était découpée par la rivière du Seyon) puis sur les bords du lac quand le niveau du lac a été abaissé lors de la correction des eaux du Jura, par le train dès 1859, puis à nouveau par les routes quand l'autoroute du pied du Jura est ouverte en 1990 et traverse la ville en sous-sol, libérant la surface de la circulation en transit.
La ville gagne du terrain sur le lac d'abord en utilisant les alluvions du Seyon (Xe siècle-1850) pour construire le quartier reliant la place Pury au port actuel au sud de la rue de la Place-d'Armes, lors des corrections du lac (surface entre le faubourg du Lac et l'avenue du Premier-Mars), puis lors de l'arasement de la colline du Tertre pour la voie de chemin de fer (quartiers au sud de l'avenue du Premier Mars), et enfin avec les matériaux sortis de tunnels autoroutiers (région de la piscine au sud de la route des Falaises).

#### Route
- A5 (Yverdon-Neuchâtel-Bienne-Soleure)  10 (Neuchâtel)
- A5  11 (Serrières)
  - Tunnel de Neuchâtel
- A5  10 (Neuchâtel-Centre)
  - Tunnel de Neuchâtel
- A5  10 (La Maladière)
- Route principale 5
- Route principale 20 (autoroute J20) vers La Chaux-de-Fonds et Le Locle

#### Navigation

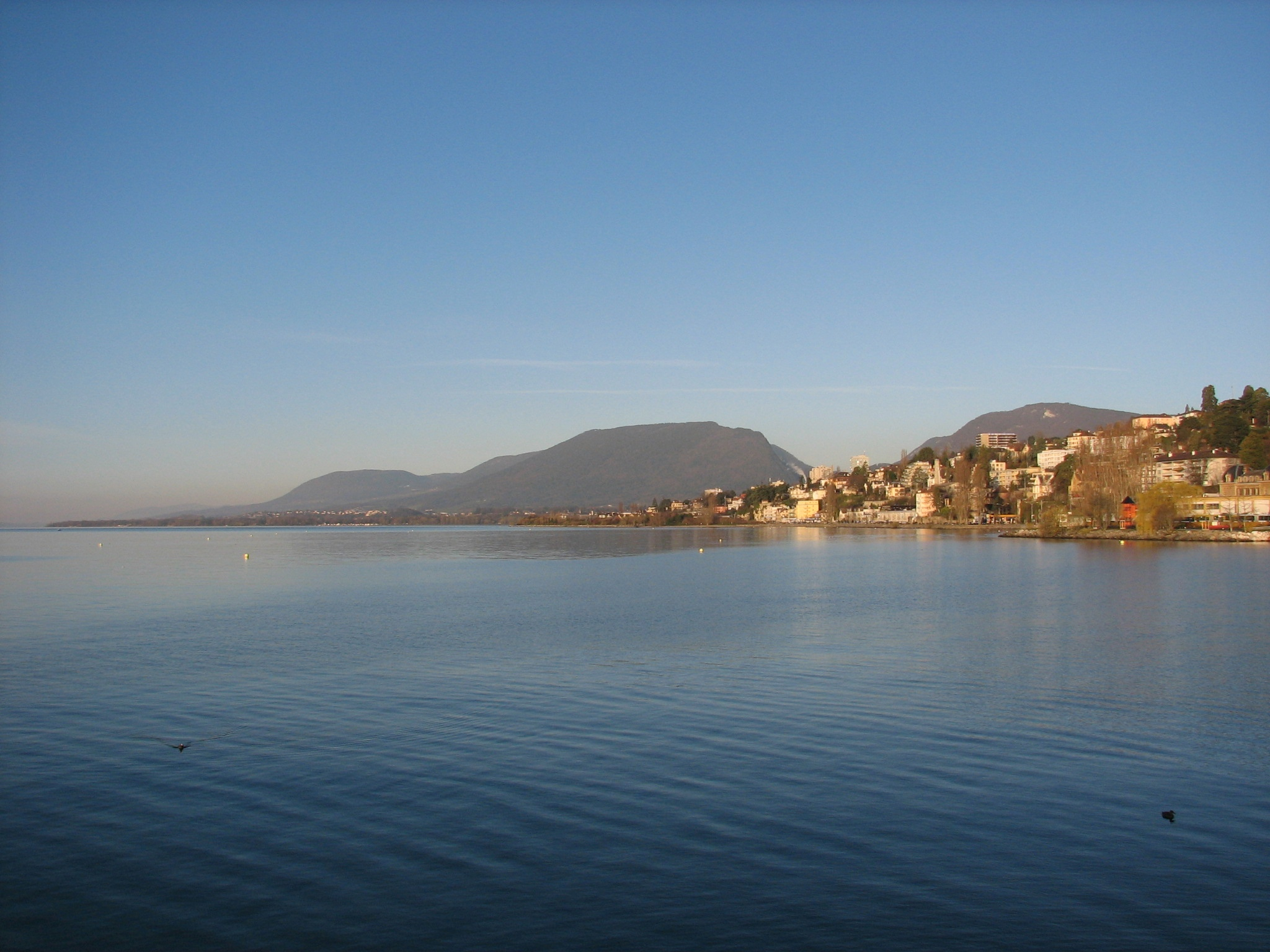
Vue sur le lac de Neuchâtel.

Le premier moyen de transport public « industriel » à se développer à Neuchâtel est la navigation, qui concurrence les diligences sur les bords du lac dès le second quart du XIXe siècle.
La navigation fluvio-lacustre avait longtemps été le moyen de transport le plus rapide dans la région. On a mis au jour de nombreux vestiges de pirogues préhistoriques, de même que des épaves de grandes barques utilisées dès l'époque romaine pour le transport de charges lourdes dans la région des Trois Lacs. De 1826 à 1828, l'Union est le premier bateau à vapeur de transport public du lac. Il est remplacé de 1834 à 1851 par l'Industriel, financé par Philippe Suchard.
La navigation devient essentiellement touristique quand les lignes ferroviaires s'ouvrent , en 1860 sur la ligne Bienne-Yverdon puis en 1902 sur la ligne Neuchâtel-Morat.

#### Chemin de fer
Les lignes ferroviaires s'ouvrent en même temps que dans le reste de la Suisse romande. Elles sont rapidement complétées par des lignes régionales malgré la forte déclivité de la ville,,.
Le train arrive en Suisse en 1844. La première ligne du canton de Neuchâtel est établie en 1857 entre Le Locle et La Chaux-de-Fonds.
La ligne Neuchâtel-Yverdon est inaugurée en 1859, rapidement suivie des lignes Neuchâtel-Pontarlier, Neuchâtel-La Chaux-de-Fonds et Neuchâtel-Bienne en 1860. La ligne Paris-Neuchâtel est développée en 1890 par la compagnie Paris-Lyon-Méditerranée. La ligne directe Neuchâtel-Berne n'est ouverte que le 1er juillet 1901.
De 1987 à 2013, la gare de Neuchâtel accueille le TGV de la ligne Berne-Paris.
En 2020, par voie ferrée, Neuchâtel est à 35 min de Berne, 1 h 20 min de l'aéroport international de Genève, 1 h 27 min de Bâle, 1 h 43 min de l'aéroport international de Zurich, 4 h 5 min de Milan et 3 h 58 min de Paris.

#### Transports publics

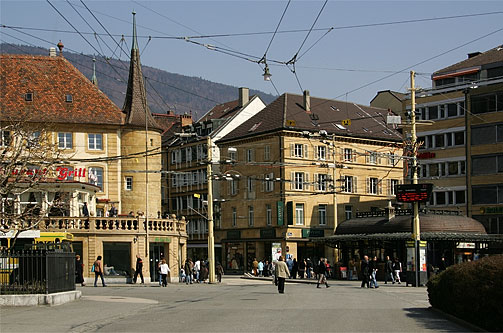
La place Pury, centre névralgique de la ville.

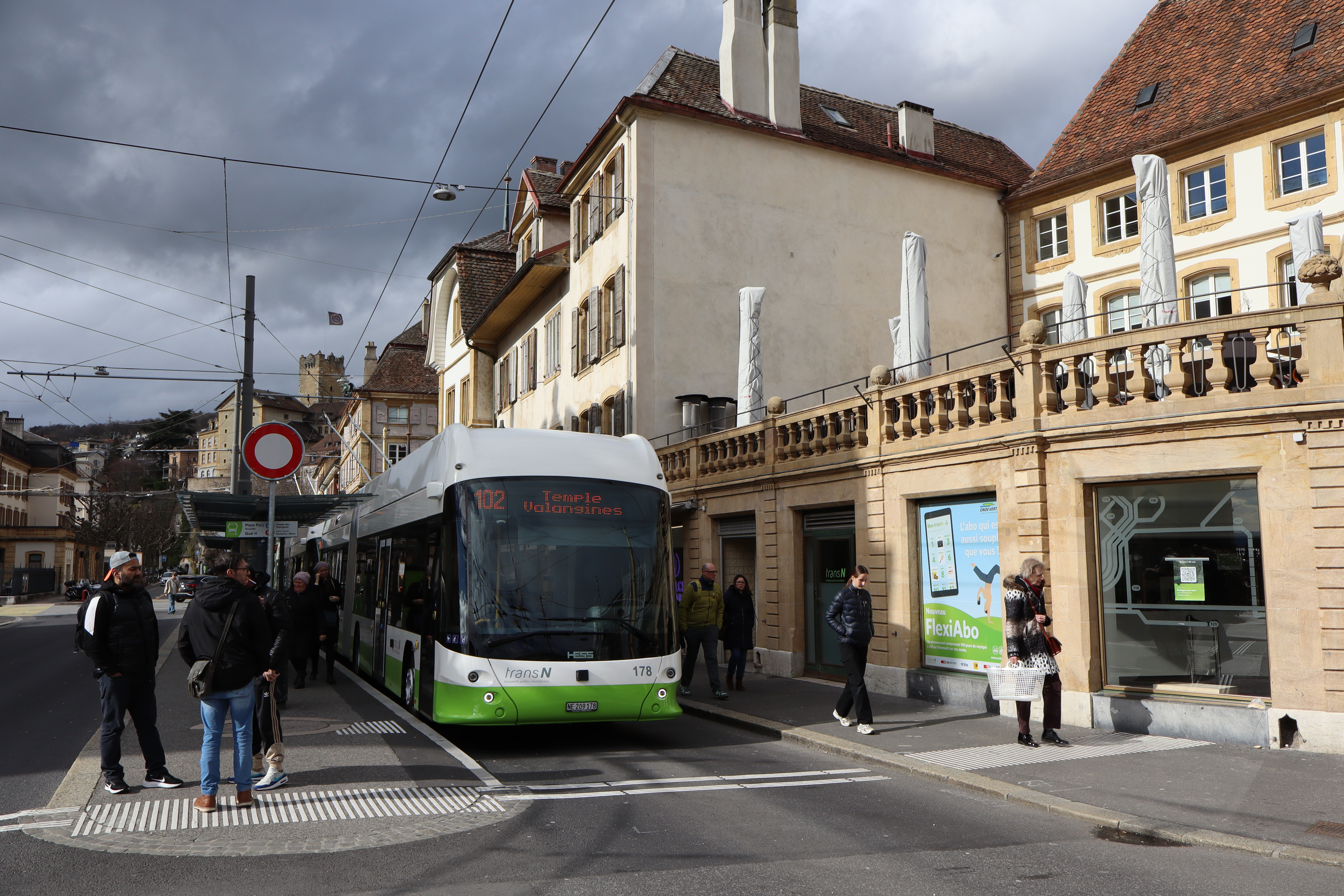
Bus de Neuchâtel.

La ville de Neuchâtel étant construite au pied du Jura sur un terrain en pente parallèle au bord du lac, les transports se développent sur de longs axes est-ouest plus ou moins plats, avec des funiculaires à câble qui permettent de relier les différents niveaux par de plus petites lignes perpendiculaires.

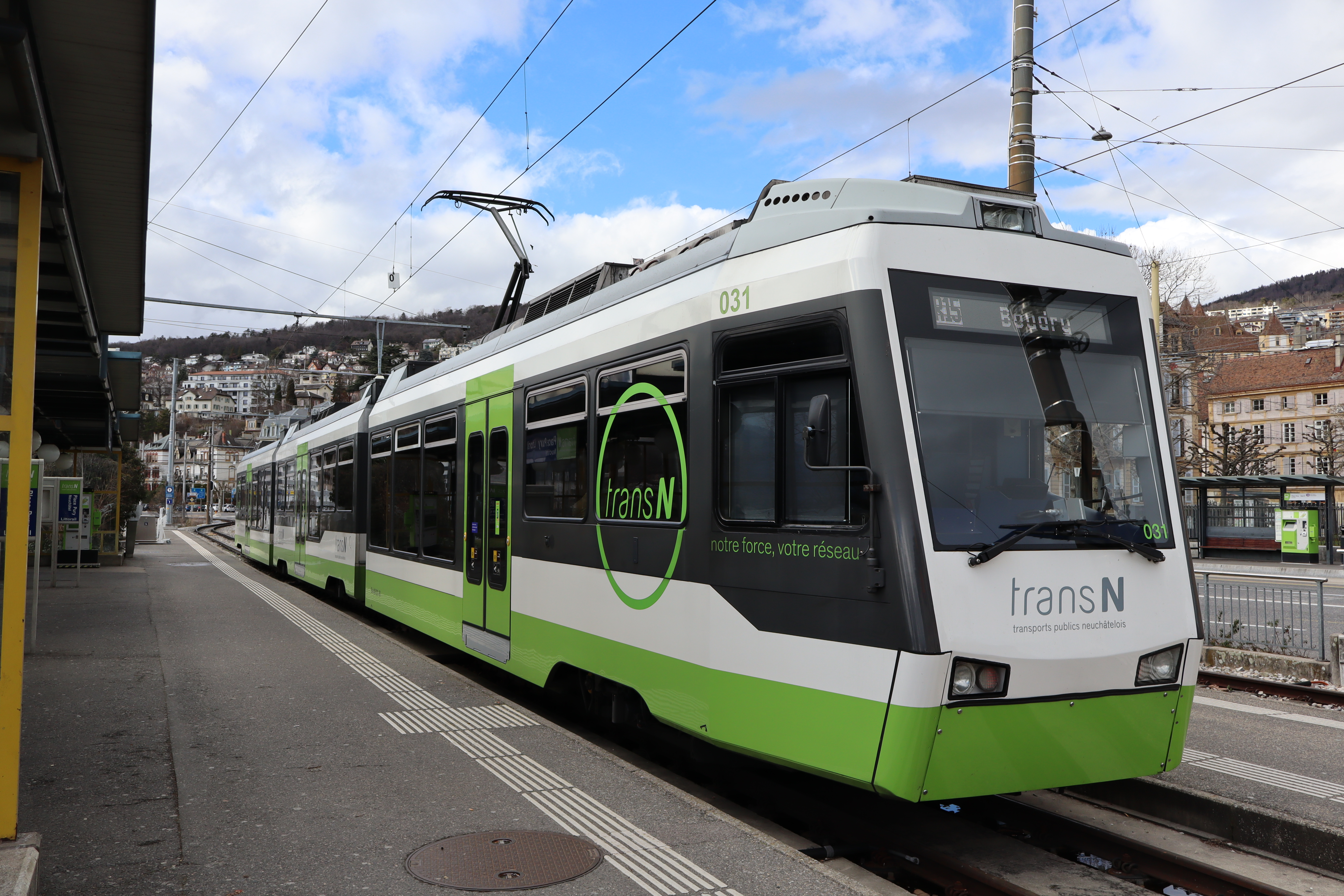
Littorail (tram).

À l'exception de la ligne vers Boudry (train) les autres lignes de tram sont à cheval jusqu'à environ 1897 quand la ville s'électrifie. La première construction est le funiculaire l'Écluse-Plan (1890) qui relie la vieille ville installée dans l'ancien lit du Seyon aux quartiers du haut. En 1892, le funiculaire de Serrières relie le fond de la Serrières où se trouvent les usines Suchard au pont routier et à la gare ferroviaire. Il sera démonté vers 1954 et pas remplacé.
La première longue ligne est tracée à l'ouest de la ville avec la ligne de train Boudry-Neuchâtel-Gare ouverte en 1892. Elle utilise le nouveau quai qui relie Neuchâtel à Serrières par le bord du lac. En 1964, le raidillon final qui relie le centre-ville à la gare est remplacé par un service de bus. Le train à vapeur est remplacé par un tramway en 1902. De l'autre côté de la ville, des tramways à gaz sont essayés dès 1892 avec une station au Bas du Mail, à proximité de l'usine à gaz de Neuchâtel. L'usine a depuis disparu, mais le bâtiment de la station de tram existe encore en 2007 et abrite un petit garage le long de la rue des Saars. En 1894, les tramways hippomobiles sont introduits sur la ligne Neuchâtel-St-Blaise, ils sont remplacés par un trolleybus en 1957.
Une seconde ligne de tramways est tracée à l'ouest en 1899 avec Neuchâtel-Serrières, ils sont remplacés par des trolleybus en 1940. Deux ans plus tard (1901), une troisième ligne de tramways à l'ouest est créée, reliant Neuchâtel à Peseux, prolongée jusqu'à Corcelles dès 1902 et remplacée par des trolleybus en 1976. En 1901 également, une ligne de tramways va longer le Seyon jusqu'à Valangin, dont une longue partie hors du paysage urbain est remplacée par une ligne d'autobus en 1949.
Ce n'est qu'en 1910 que Neuchâtel est relié à La Coudre par une ligne de tramways et La Coudre à Chaumont par un funiculaire. La ligne de La Coudre est remplacée par un service de trolleybus en 1964.
Enfin, en 2001, un funiculaire en tracé couvert est inauguré. Il relie l'université à la gare (ouvert pour Expo.02, surnommé le Fun'ambule).
Depuis 2012, l'autorité qui gère les transports publics à Neuchâtel est dénommée Transports publics neuchâtelois, ou transN, issue de la fusion en 2012, entre les Transports publics du littoral neuchâtelois (TN) et les Transports régionaux neuchâtelois (TRN). L'ensemble du canton est regroupé au sein de la communauté tarifaire Onde Verte.

### Site

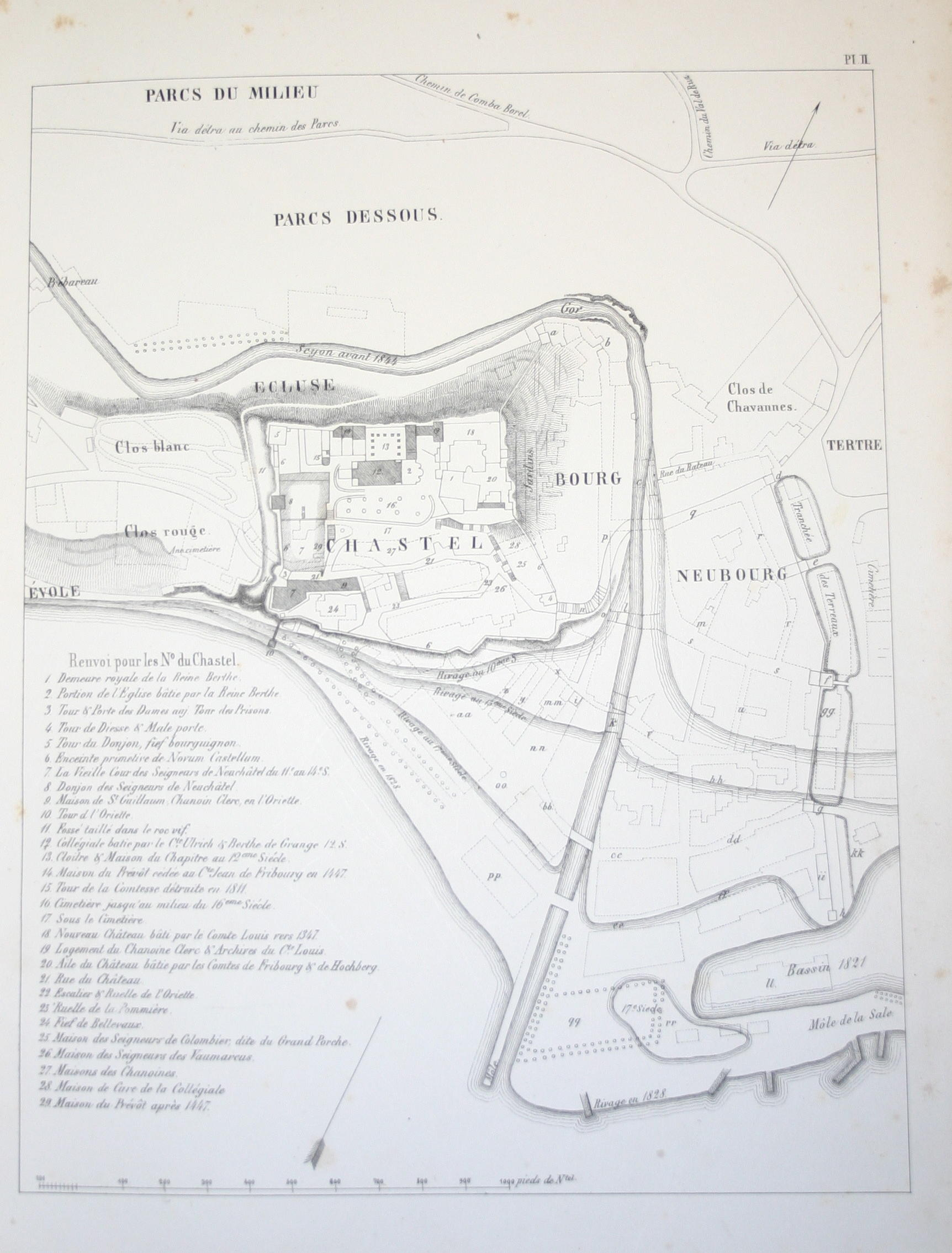
L'évolution de la ville et de son relief au fil des siècles, d'un rocher imprenable à un delta habité.

La ville de Neuchâtel a été construite sur la colline découpée et protégée par le Seyon, puis elle a commencé à s'étendre sur la berge nord-est de la rivière. Elle s'étale aujourd'hui à flanc de coteau le long des berges du lac.

### Morphologie urbaine

#### Quartiers
On différencie six grands secteurs contigus en ville de Neuchâtel et un village (Chaumont) qui se trouve sur le haut de la colline et qui n'est relié à la ville que par une route et un funiculaire.
- Serrières, à l'ouest de la ville, a quatre identités bien distinctes : une ancienne localité sur la rive ouest de la Serrière, une friche industrielle (les anciennes unités de production Suchard) au fond de la vallée creusée par la rivière, une rangée de petites maisons au bord du lac (habitations des ouvriers Suchard) et une zone d'habitation dense au nord de la voie de chemin de fer.
- Au nord du Seyon et des voies de chemin de fer, on trouve les quartiers de Vauseyon, du Chanet, de Maujobia, des Parcs, des Fahys et des Portes-Rouges. Ces quartiers ont en commun une forte déclivité. On y trouve en général des habitations denses en bas de la pente et des villas disposant d'une vue parfaite sur le plateau et les Alpes plus haut.
- Au-dessus des quartiers de Maujobia et des Parcs, on trouve les Cadolles[41], Denis-de-Rougemont, Puits-Godet et Chaumont. Les Cadolles réunissent quelques habitats denses, un groupe de villas et une tour dite « des infirmières » autour de l'ancien hôpital des Cadolles. La tour des infirmières est depuis 2007 propriété de Cité Al'FEN pour servir de logements d'étudiants. Denis-de-Rougemont est un nouveau quartier partiellement HLM construit par la commune sur décision du corps électoral. La plaine de Puits-Godet réunit des habitations à moyenne densité et des industries de haute technologie. Enfin Chaumont est un village situé à 1 000 mètres d'altitude avec des activités touristiques et agricoles.

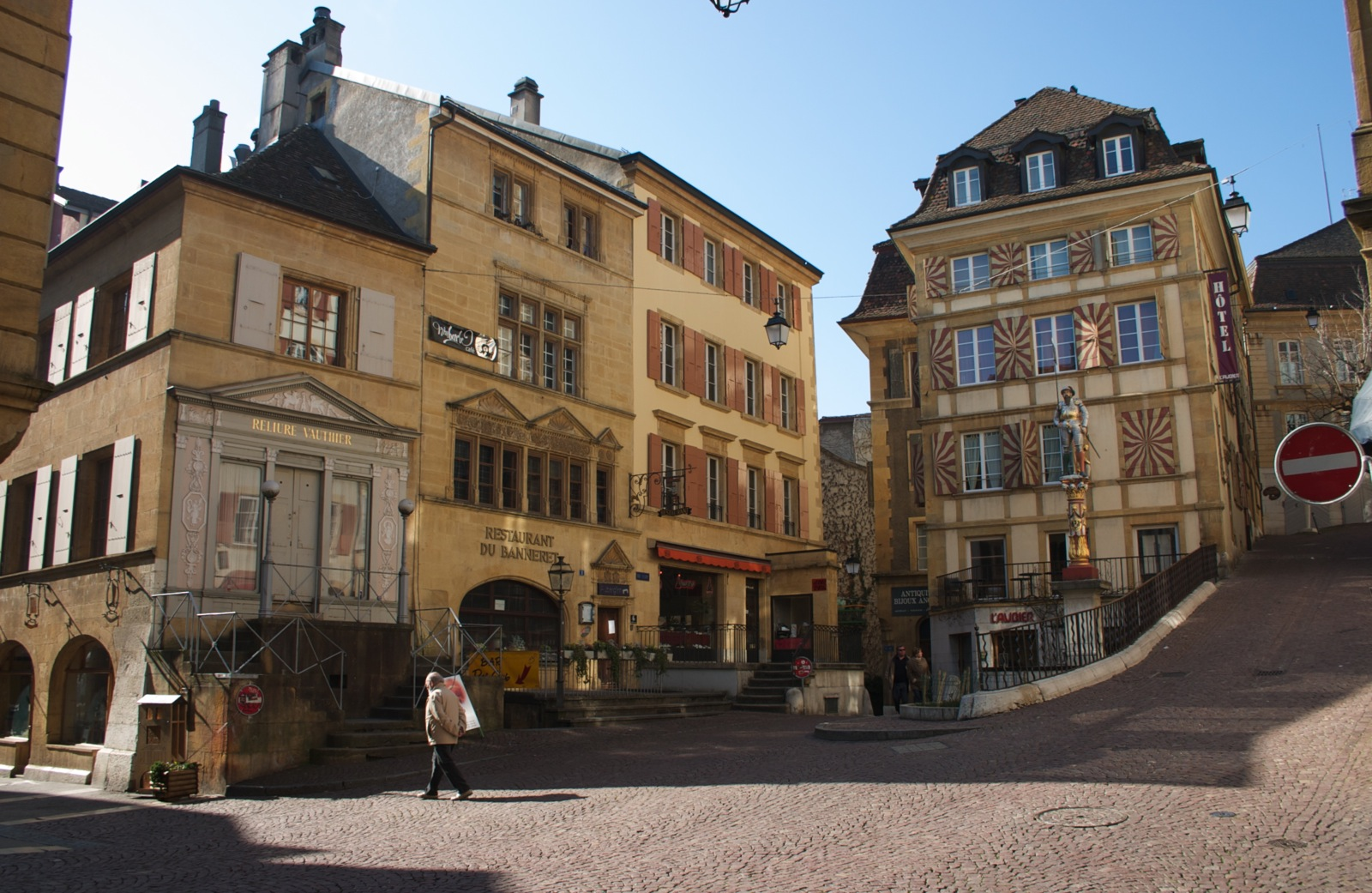
La Croix-du-Marché.

- Le quartier de la Collégiale est situé sur l'éperon rocheux qui était isolé par le Seyon. Il est caractérisé par la présence de la Collégiale, du Château, de la tour des Prisons et de la tour de Diesse, édifices accompagnés d'un habitat ancien, la dernière grande série de reconstructions ayant eu lieu après l'incendie de 1714. Le quartier de la ville basse a été construit d'abord sur les alluvions du Seyon puis sur les matériaux arrachés aux collines de la ville lors de la construction de la voie de chemin de fer et des tunnels routiers. On y trouve les zones commerciales et administratives de la ville, ainsi que des habitats denses. Le centre-ville est piétonnier et sert de plaque tournante pour les transports publics. Il réunit l'essentiel de la capacité hôtelière de la ville. Vers l'est, les habitations les plus anciennes sont essentiellement de belles demeures et des hôtels particuliers. Elles sont complétées par de l'habitat dense et la Cité Universitaire.
- Les quartiers de la Maladière, du Mail[42] et de l'Observatoire comprennent les installations sportives (stade de football, patinoire et piscine), de formation (école, lycée, HES et université) et un centre commercial. L'habitat y est essentiellement de faible et moyenne densité.
- Tout à l'est sur le flanc de la colline, on trouve le quartier de la Coudre[43] qui est constitué d'un village viticole et d'une zone d'habitat groupé (on y trouve la Maison de Champréveyres, foyer pour jeunes en formation). La Coudre est reliée à Chaumont par un funiculaire. Le quartier de Monruz au bord du lac est assez peu dense à l'exception d'une tour et fait la transition avec une zone de vignobles qui va jusqu'à Hauterive.

Les automobilistes traversent la ville sur deux principaux axes parallèles au lac, l'un longeant l'ancienne rive du lac, l'autre juste au-dessus de la voie de chemin de fer. L'autoroute 5 passe sous la ville dans le tunnel de Neuchâtel. Les niveaux sont reliés par des routes qui traversent la ville en diagonales.

#### Tissu urbain

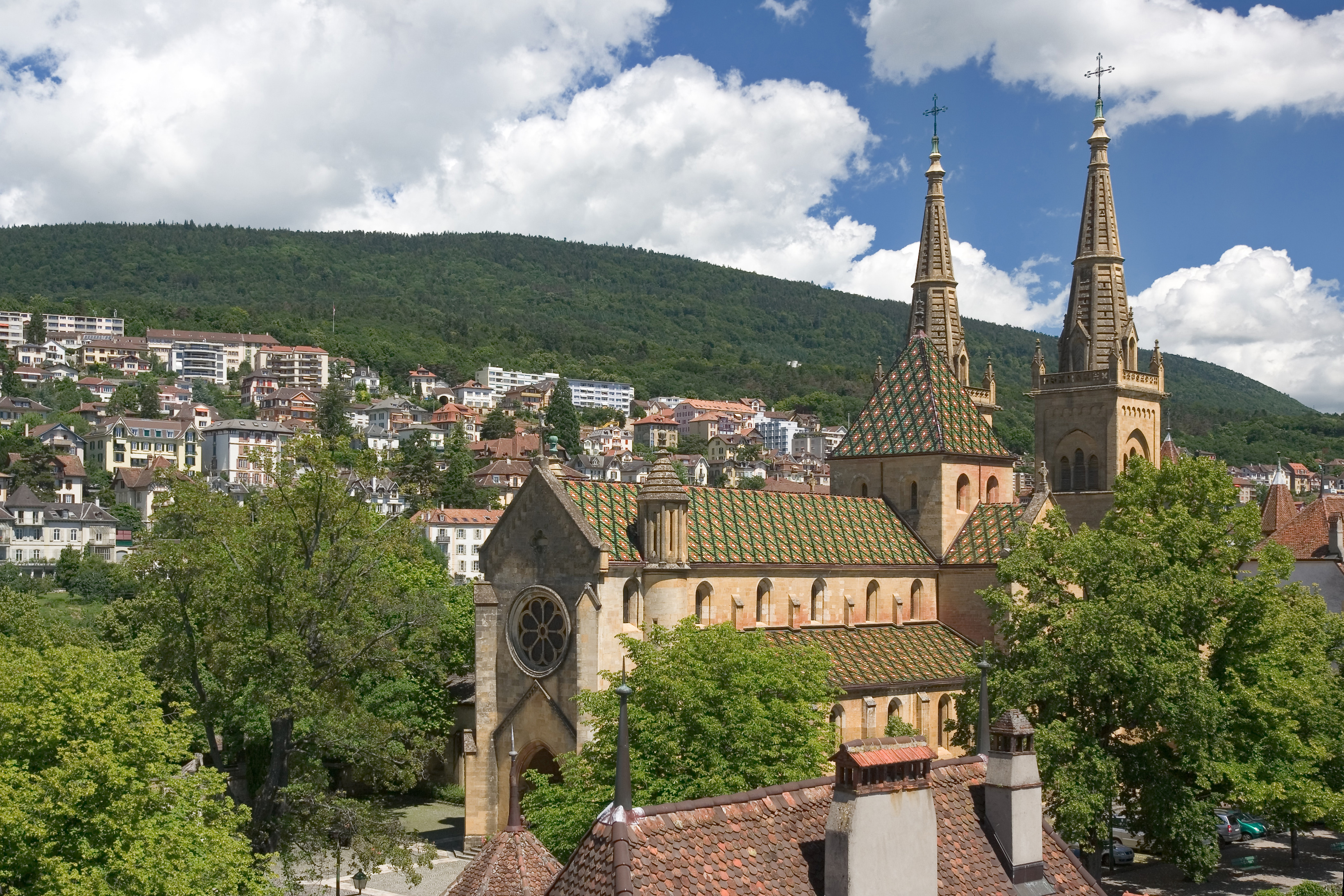
La Collégiale de Neuchâtel.

##### XesiècleàXVesiècle
La ville a initialement été construite sur la rue du Château qui descendait sur le flanc sud de l'éperon rocheux et remontait sur une centaine de mètres le long du Seyon sur le tracé actuel de la rue des Moulins puis sur la rue des Chavannes. L'alignement de la rue du Château ayant été revu à l'occasion des multiples incendies, la rue des Chavannes est la plus ancienne de la ville.

##### XVIesiècleàXVIIIesiècle
La ville s'étend ensuite le long des rues du Petit Pontarlier à l'ouest et de l'Hôpital à l'est par de grands hôtels particuliers qui s'alignent au bord du lac. En même temps, le centre de la ville gagne sur les alluvions du Seyon jusqu'à la dérivation de cette rivière.

##### XIXesiècle
Les villages d'abord agricoles de Serrières et de la Coudre évoluent de manière indépendante de la ville. Serrières s'industrialise au XIXe siècle avec la création de l'industrie alimentaire Suchard, elle héberge maintenant les usines de Philip Morris. Un autre quartier s'industrialise à l'opposé de la ville à la Maladière avec une usine à gaz et une tuilerie à la fin du siècle.

##### XXesiècle
Le début du XXe siècle voit la création des quartiers plus denses du bas de la ville, de Serrières à la Maladière. Les denses quartiers du nord de la voie ferrée marquent la seconde partie de ce siècle. Enfin au tournant du XXIe siècle une nouvelle zone industrielle est créée dans le vallon de Puits Godet.

#### Architecture

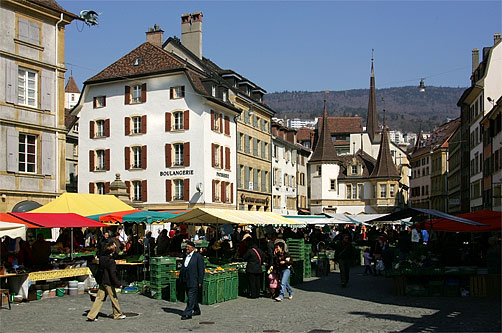
La place des Halles.

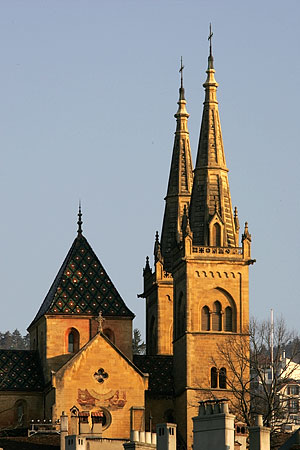
La collégiale de Neuchâtel.

Le matériau de construction le plus reconnaissable de Neuchâtel est la pierre d'Hauterive, pierre calcaire jaune extraite dans la région. Les soubassements et les fondations des bâtiments sont souvent réalisés en roc gris ou blanc provenant des carrières du Plan et de Tête-Plumée sur la colline de Chaumont. Les toits sont soit couverts de tuiles rouges, soit de plaques d'ardoise.
La vieille ville est d'architecture burgonde classique avec des rangées d'habitations contiguës étroites sur trois ou quatre étages et des couloirs traversants. Les plus grands bâtiments construits du XVIIe au XVIIIe siècle comme la maison des Halles et la maison du Trésor sont caractérisées par de multiples escaliers en tourelles qui leur donnent une apparence de petits châteaux. Les grands bâtiments officiels majestueux construits entre le milieu du XVIIIe et du XIXe siècle (hôtel de Ville, hôtel communal) sont décorés d'éléments Louis XVI. L'avenue du Premier Mars ainsi que les immeubles construits au sud de la ville après le détournement du Seyon et certains immeubles transformés durant le XIXe siècle sont de style Haussmann, donnant parfois un petit air parisien.

### Urbanisme

#### Logement
En 2022, Neuchâtel compte 25 616 logements répartis sur 5 621 bâtiments d'habitation dont 1929 maisons individuelles.
|           | 1 pièce | 2 pièces | 3 pièces | 4 pièces | 5 pièces |
| --------- | ------- | -------- | -------- | -------- | -------- |
| Neuchâtel | 724     | 1042     | 1264     | 1474     | 2099     |

#### Projets d'aménagement

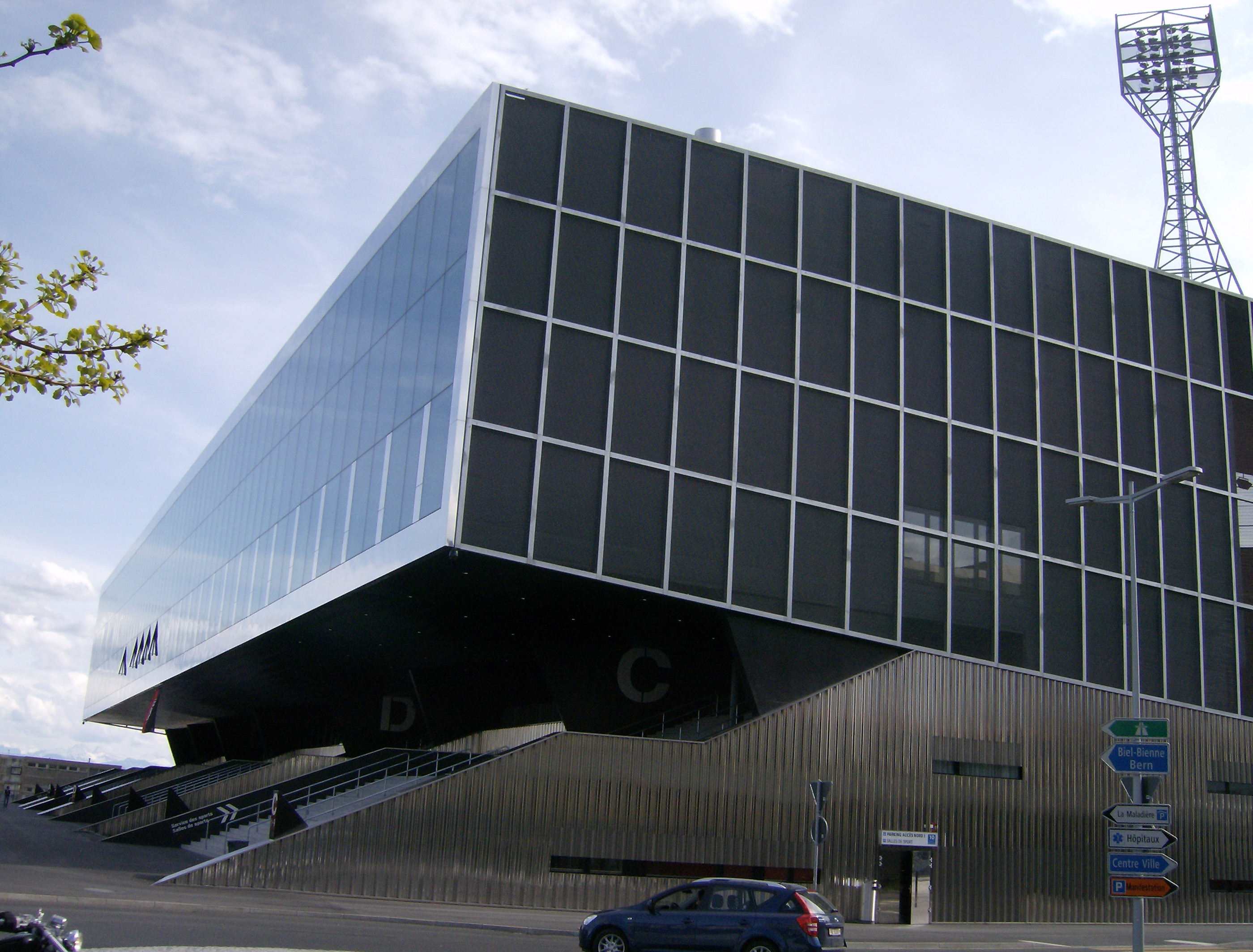
Le nouveau bâtiment de la Maladière qui abrite à la fois un parking, un centre commercial, une caserne de pompiers et un stade de football.

Une importante série d'aménagements a été effectuée de 1995 à 2005 à la suite de l'ouverture du tunnel autoroutier sous la ville, avec une modification du trafic routier sur l'axe est-ouest permettant de fluidifier les déplacements en transports publics et cyclistes par des couloirs réservés, la construction d'un nouveau théâtre, d'un nouvel hôpital et d'aménagements sportifs et un nouveau dessin des rives.

##### Habitat
L'essentiel de la surface libre de la commune ne peut être habitée parce qu'elle est en forêt protégée. L'effort principal du conseil communal se porte sur une densification modérée des zones d'habitation actuelle par quelques corrections de routes et l'aménagement de certains terrains périphériques.

##### Zones industrielles
Les zones industrielles (Serrières, la Maladière, Puits-Godet) sont modernisées et préparées pour l'accueil de nouvelles sociétés endogènes (comme les spin-off issues de CSEM et de l'université) ou exogènes.

##### Zones commerciales
Le centre-ville est piétonnier et le sol des rues a été refait pour être plus accueillant. Le rez-de-chaussée de la grande majorité des immeubles est doté de vitrines et abrite un commerce. Certains anciens bâtiments ont été transformés en centres commerciaux sur plusieurs étages dans la basse ville.

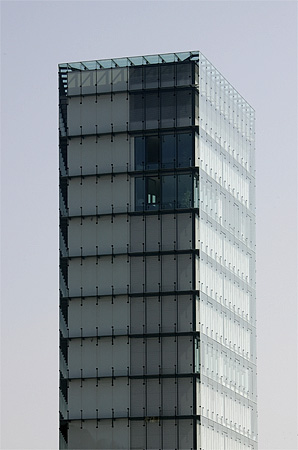
La tour de l'Office fédéral de la statistique, point de repère urbain de la gare de Neuchâtel.

Dans le quartier de la Maladière, le stade de football a été reconstruit en 2006 à l'intérieur d'un nouveau centre commercial, à proximité des écoles de la ville et des autres installations sportives.

##### Rives du lac
Après plusieurs refus d'aménagement des Jeunes Rives, un projet a vu le jour et sa réalisation a été entamée en 2023. Celui-ci voit la construction d'une plage agrandie, d'un restaurant et d'un café bain. Le stationnement en ville reste problématique. Un hôtel construit partiellement sur le lac, créé pour l'expo.02, revalorise la surface d'une ancienne piscine et patinoire. Les rives en général sont accessibles à pied et à vélo de Serrières à Hauterive sous forme d'une promenade presque continue. 
2,5 millions de m3 de déchets d'excavation routière provenant de la N5 ont été immergés dans le lac pour combler des fosses de dragage désaffectées (17 ha de fosses atteignant 40 m environ de profondeur, comblées sur 7 m de hauteur environ au moyen d'un tube vertical télescopique installé sur un ponton, de manière à limiter les émissions de particules dans la colonne d'eau du lac).

##### Transports en commun
Les transports en commun s'adaptent aux nouvelles constructions par des modifications de lignes, prolongeant les lignes parallèles au lac et exploitant la plaque tournante qu'est la gare en plus du nœud des trams et bus de la Place-Pury.

## Toponymie

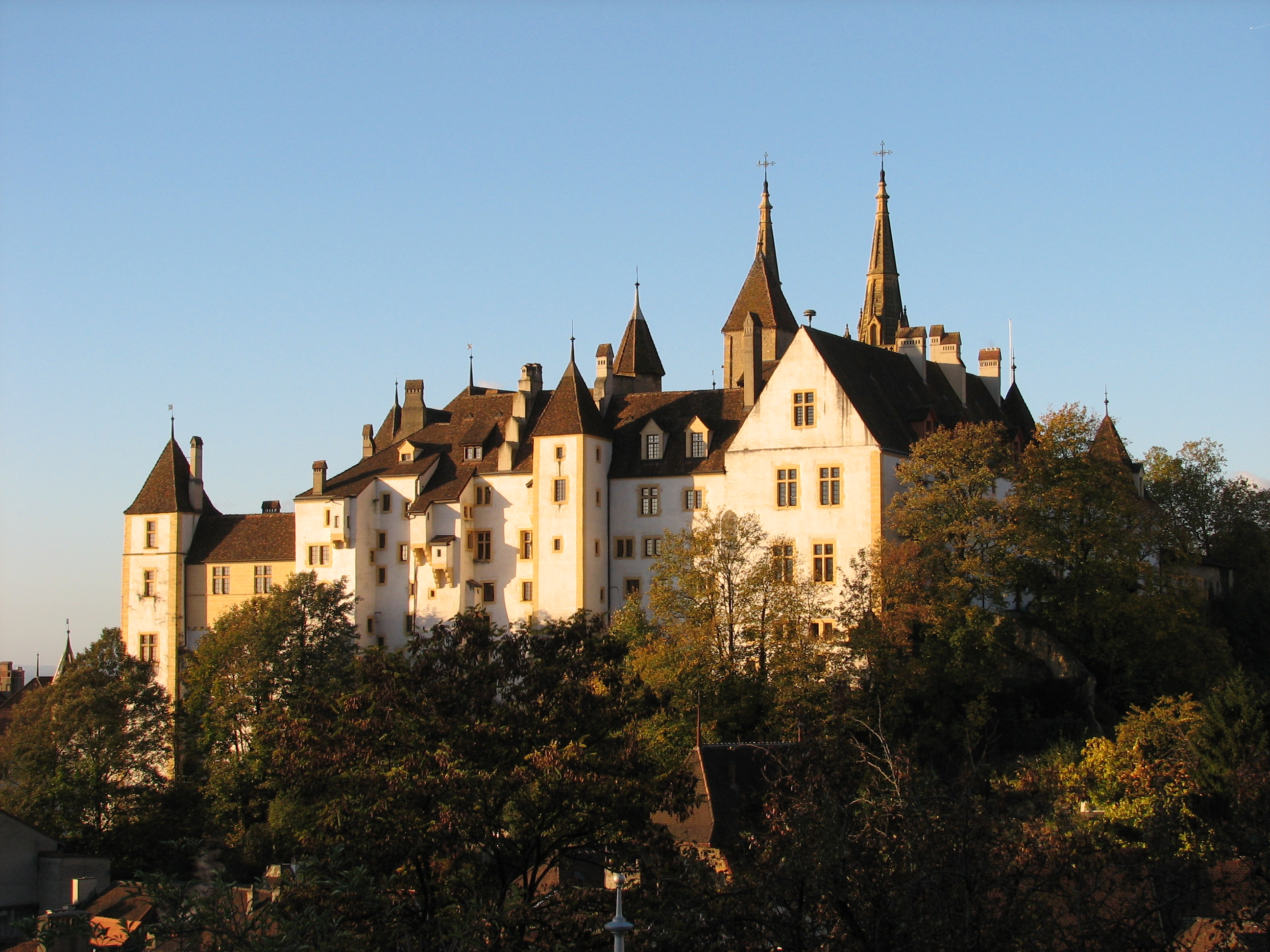
Le château de Neuchâtel.

Le nom de la ville est attesté sous les formes latinisées : Novum Castellum, Novum Castrum (XIIe siècle), Neocomum (XVIe siècle, cacographie) et romanes : Nuefchastel, Neufchastel, Neufchatel avant d'être écrite Neuchâtel au milieu du XVIIIe siècle.
Il s'agit d'une formation toponymique médiévale composée des éléments d'ancien français nuef, neu(f) « neuf » et chastel « château », d'où le sens global de « château neuf », en référence au château érigé à la fin du Xe siècle sur un promontoire rocheux. L'antéposition de l'adjectif est un phénomène largement attesté dans le Nord et l'Est de la France, ainsi qu'en Belgique et en Suisse romande. Comme dans les différents Neuchâtel, Neufchâtel, Neufchâteau du nord de la France et de Belgique, l'antéposition de l'adjectif reflète l'influence germanique dans le gallo-roman, phénomène dont la toponymie conserve les traces,. Dans le sud de la France, on trouve des formes du type Castelnau caractéristiques de la langue d'oc, parfois francisées en Châteauneuf qui peut être aussi, dans de rares cas, une forme d'oïl plus méridionale ou plus récente, ou encore, traduite d'une autre langue locale.
En arpitan, le nom de la ville est Nôchâhtél,. Ce nom était prononcé localement [n̩.t͡ʃa.ˈti], ; ailleurs dans le canton on disait [n̩.t͡ʃa.ˈtai] à La Sagne, [n̩.t͡ʃa.ˈte] aux Planchettes, et [n̩.ʃa.ˈte] aux Éplatures.
En Franche-Comté, Neuchâtel était souvent dotée du déterminant complémentaire outre-Joux pour la distinguer de Neuchâtel, aujourd'hui Neuchâtel-Urtière.
En allemand, la ville s'est appelée Nienburg, puis Nuvenburch, Nüwenburg et finalement Neuenburg à partir de 1725.

## Histoire

Évolution du rivage de la ville de Neuchâtel avec les siècles.

L'histoire de la ville de Neuchâtel,, se confond en bonne partie avec celle du Canton de Neuchâtel. La ville de Neuchâtel étant établie au bord du lac, elle a connu du passage depuis la plus profonde Préhistoire,,. La ville est le principal centre décisionnel du canton dès l'unification avec Valangin (environ 1575), et ce jusqu'à l'industrialisation des communes du Haut à la fin du XVIIIe siècle. La révolution neuchâteloise du 1er mars 1848 partit du Haut pour finir au château de Neuchâtel.

### Préhistoire
La région neuchâteloise tient une place importante dans la préhistoire suisse, et plus largement dans la préhistoire mondiale. L’essor de l’archéologie préhistorique à Neuchâtel est étroitement lié à la découverte des lacustres à partir de 1854. Les multiples prospections menées sur les rives du lac ont en effet permis de mettre au jour de nombreux vestiges d'habitants littoraux divers ayant contribué à l’essor de l’archéologie en Suisse, notamment concernant l’âge du Bronze ainsi que l’âge du Fer.
Les sciences naturelles, fortement développées dans le jeune canton de Neuchâtel grâce à l'émulation suscitée par le célèbre savant Louis Agassiz, offraient par ailleurs un terreau naturel favorable au développement de ces recherches préhistoriques, dans la seconde moitié du XIXe siècle.
Avec la correction des eaux du Jura (1868-1882), les plaines inondables du Seeland sont asséchées et les berges des lacs de Neuchâtel, Bienne et Morat sont exondées sur d'importantes étendues. L'abaissement d’environ 2,7 m du niveau du lac de Neuchâtel dévoile en particulier les vestiges d'occupations palafittiques du Néolithique et de l'âge du Bronze, ce qui stimule la collecte d’objets anciens. Plusieurs sites palafittiques sont explorés sur le territoire de la commune de Neuchâtel, dans des conditions toutefois peu favorables à leur documentation scientifique. De fait, ce n'est qu'entre 1907 et 1917 que la première véritable campagne de fouilles est entreprise par les autorités neuchâteloises et la Société cantonale d’histoire et d'archéologie, sous la direction de Paul Vouga, sur le site voisin de La Tène, à 8 km au nord/est du centre-ville.
Toutefois, les plus importantes fouilles ayant été réalisées sur le littoral neuchâtelois sont les interventions d'archéologie préventive consécutives à la construction de l’autoroute A5, qui ont notamment entraîné la découverte, à Neuchâtel/Monruz d'un campement de plein air du Paléolithique supérieur.

### Période romaine et Haut Moyen Âge
On connaît peu de traces romaines en ville de Neuchâtel, à l'exception de la Vy d'Etra qui longe le lac sur le flanc du Jura. Elle traverse la ville d'ouest en est approximativement sur le tracé des rues actuelles des Parcs, des Sablons, du faubourg de la Gare, rue de Fontaine-André, de l'Orée, et elle garde son nom Vy d'Etra à la Coudre.
La région de Neuchâtel fait partie de la Burgondie durant le Haut Moyen Âge comme la France limitrophe et le plateau suisse, puis de la Haute-Bourgogne ou Bourgogne transjurane de 888 à 934 et enfin du royaume d'Arles ou des deux Bourgognes de 934 à 1032. Sous ce dernier royaume, Neuchâtel appartient au Saint-Empire romain germanique, dont la Bourgogne est vassale.

### Comtes de Neuchâtel (1011-1458)

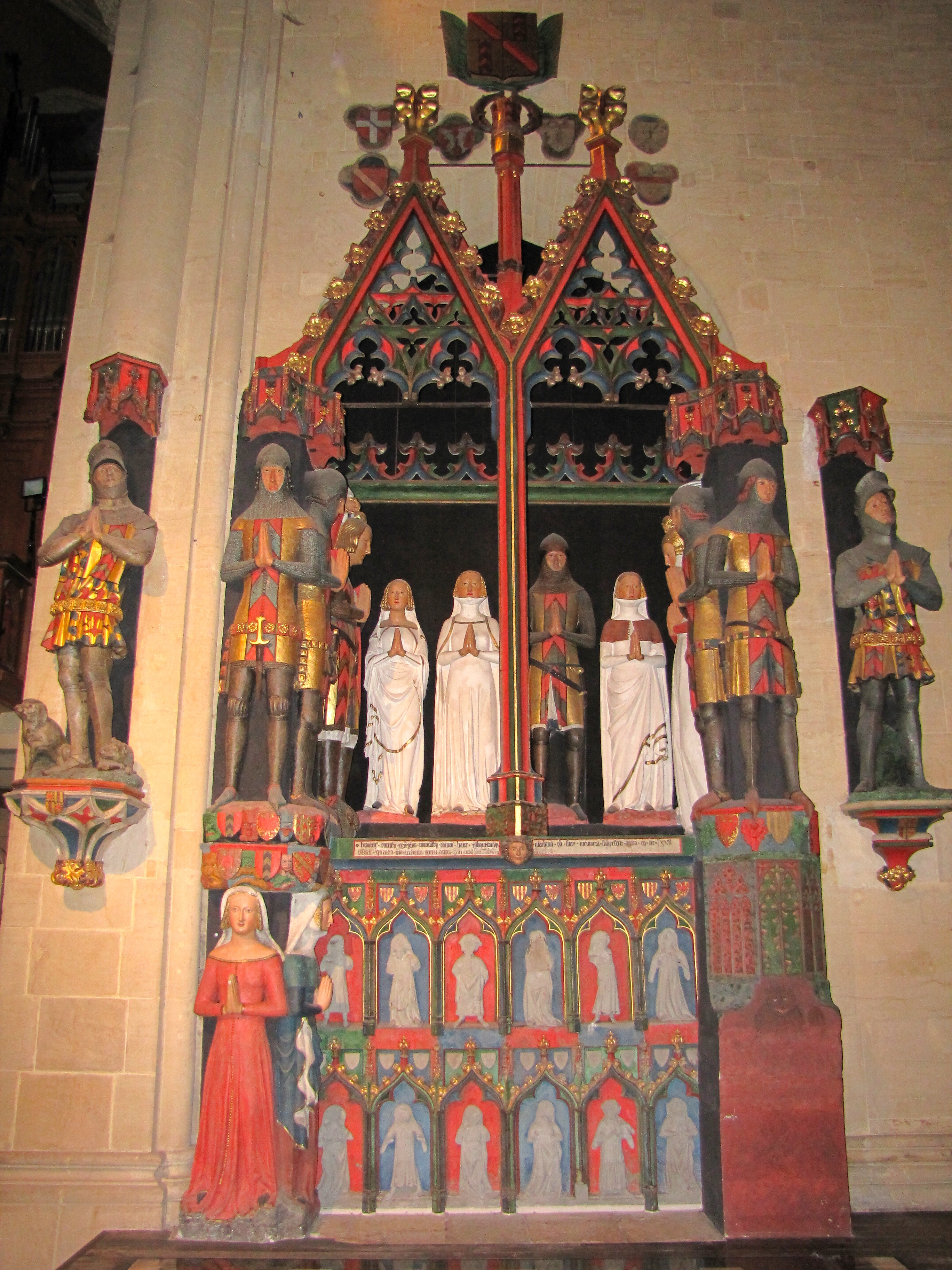
Cénotaphe des comtes de Neuchâtel dans la Collégiale.

Le plus ancien document écrit mentionnant la ville de Neuchâtel (plus précisément Novum Castellum) est daté de 1011. Il s'agit d'un acte du roi de Bourgogne Rodolphe III qui offre ainsi la région à sa femme Irmengarde,,.
En 1032, Neuchâtel passe sous le contrôle direct de l'Empereur germanique Conrad II le Salique qui hérite de la couronne de Bourgogne, sans successeur. Eudes, Comte de Blois et de Champagne,, qui revendique le trône bourguignon, prend part à la guerre de succession de Bourgogne, prend le château de Neuchâtel en 1033 et assiège la ville en 1034.
En 1180, on retrouve Ulrich II, probable descendant d'Ulrich de Fenis, à la tête de la région. Ulrich II est le premier seigneur de Neuchâtel, il lance le chantier de la Collégiale (dédicacée en 1276). Il instaure (ou conforte) une bourgeoisie locale par la charte de 1214 qui liste les franchises de la ville de Neuchâtel.
Les terres de l'Évêché de Bâle s'étant enrichies de terres enclavées dans celle du comté de Neuchâtel, des altercations déchirent la région. En 1249, l'évêque de Bâle parvient à incendier la ville de Neuchâtel. C'est à cette date que Berthold, comte de Neuchâtel, fait bâtir les murs de la basse ville.
Durant les XIIIe et XIVe siècles, la ville s'étend à l'est du Seyon.
En 1400, les bourgeois de la ville fomentent des troubles dans le comté de Neuchâtel. En 1450, un incendie ravage à nouveau la ville, partant de l'hôpital (situé alors dans le bloc délimité actuellement par la rue du Concert et la rue de l'Hôpital) et se dirigeant vers l'ouest sous l'effet de la bise, détruisant l'Hôtel de Ville et l'acte de franchise de 1214. Une nouvelle franchise est alors écrite qui précise les privilèges des bourgeois.
Le dernier descendant direct des comtes de Neuchâtel, Jean de Fribourg, décède en 1457 sans successeur mâle, déclenchant une seconde guerre de succession.

### Famille d'Orléans-Longueville (1458 - 1707)

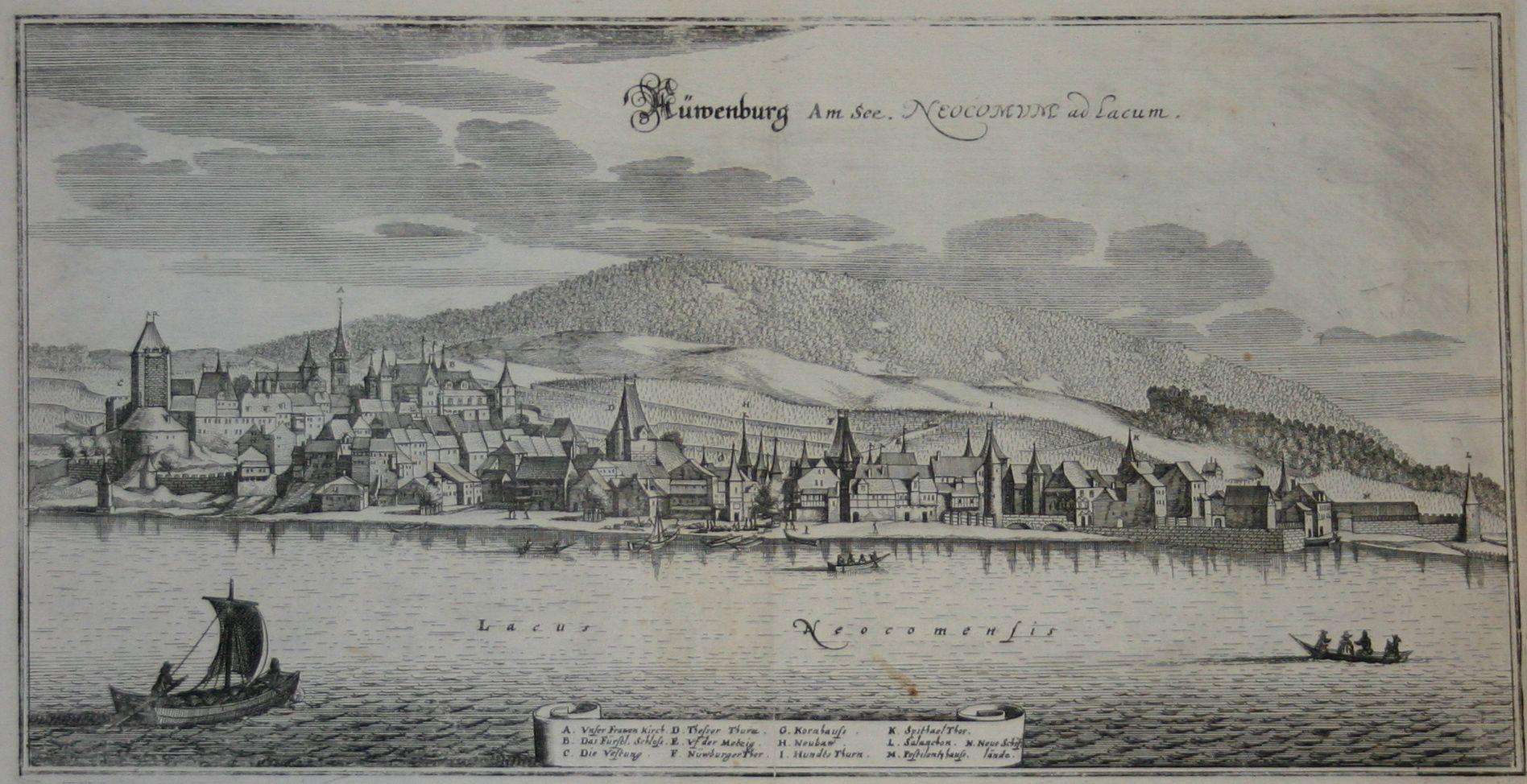
L'une des premières vues connues de Neuchâtel, 1642, avec tout à gauche la tour de l'Oriette devant la tour des Prisons. À droite on voit la sortie du Seyon et tout à droite la tour Salanchon.

Rodolphe de Hochberg, de la Maison de Bade, et Louis de Châlon, prince d'Orange, dit Louis le bon, se disputent l'autorité sur le comté de Neuchâtel. Le prince d'Orange considère que le comté doit lui revenir car celui-ci était allemand deux siècles plus tôt et qu'en l'absence d'hoirs mâles il revient à son seigneur, d'autant plus que Jean de Fribourg avait épousé Marie de Châlon, sa sœur, en 1416. Rodolphe de Hochberg lui se réclame de la descendance directe (mais par une fille) du grand-père de Jean de Fribourg, du testament écrit par Jean de Fribourg et est soutenu par les bourgeois de la ville. En 1458 Rodolphe de Hochberg succède finalement à Jean de Fribourg,,.
Le fils de Rodolphe, Philippe de Hochberg, est le comte le plus riche de Neuchâtel. Il prend possession du comté en 1487. Il avait auparavant épousé Marie de Savoie (nièce de Louis XI) et continua à lier des alliances durant tout son règne, en particulier avec Berne et Fribourg. Il conclut en particulier un accord avec son cousin Christophe de Baden par lequel ils se donnent réciproquement, à défaut d'enfants mâles, leurs seigneuries allemandes. Philippe décède en 1503 et laisse une seule héritière, sa fille Jeanne. En 1504 Louis Ier d'Orléans-Longueville épouse Jeanne de Hochberg et devient comte de Neuchâtel,,. Mais entretemps la famille de Hochberg a perdu le contrôle des terres allemandes et est presque ruinée. En novembre 1530, Neuchâtel est convertie par Guillaume Farel à la Réforme protestante à la suite d'un vote de bourgeois laïques et devient ainsi la première capitale protestante de langue française, bien avant Genève, Lyon ou Nîmes. En 1540, sous le règne de Jeanne et Louis, Guillaume Farel s'installe à Neuchâtel et convertit la région à la Réforme. La famille d'Orléans se succède à la tête de la ville jusqu'à la mort de Marie de Nemours, née d'Orléans-Longueville, qui décède en 1707 sans héritiers directs,.
En 1579, une crue du Seyon détruit l'Hôtel de Ville et disperse ses archives.

### Rois de Prusse (1707 - 1848)

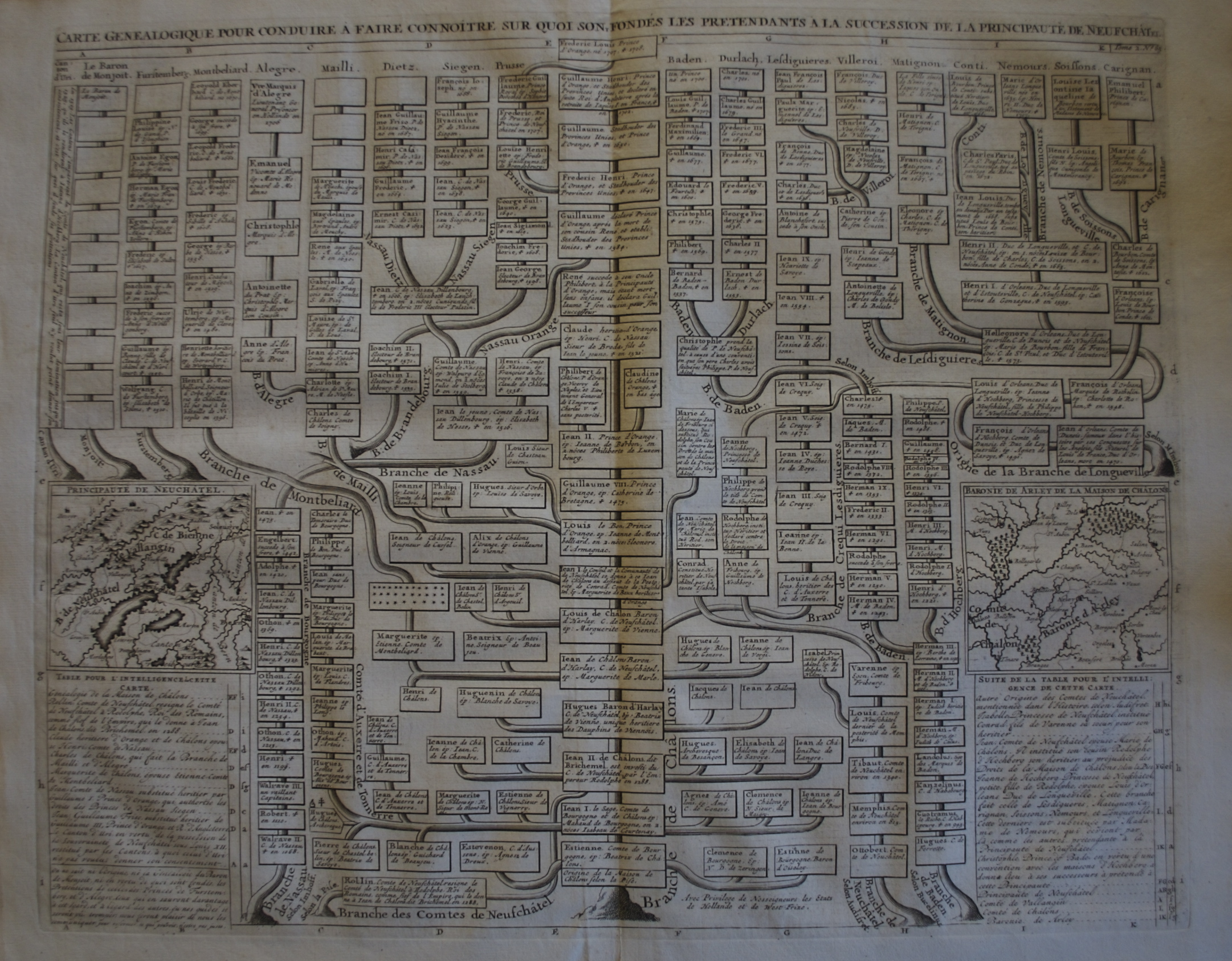
Généalogie établie en 1707 pour déterminer la succession de Marie de Nemours.

La succession de Marie de Nemours attire une quinzaine de prétendants dans des manœuvres politiques homériques. Le Tribunal des Trois-États, composé de douze juges neuchâtelois, a la compétence de statuer sur la succession de la principauté. Écartant le prince de Conti, le tribunal des Trois-États attribue la souveraineté au roi de Prusse, moins pour des raisons généalogiques que pour des considérations géopolitiques. Frédéric Ier de Prusse, a l'avantage d'être de confession réformée et de pouvoir protéger Neuchâtel des appétits français. De plus, l'éloignement géographique du roi permet aux Neuchâtelois de conserver une large autonomie.
En 1714, un incendie détruit tous les bâtiments sis au pied du château,. La rue du Pommier et de la tour de Diesse sont reconstruites et modernisées, les rues étant élargies et les maisons étroites alignées et regroupées derrière de plus larges façades.
La Ville de Neuchâtel s'enrichit considérablement durant la période prussienne, en particulier grâce à David de Pury (1709-1786), commerçant et banquier neuchâtelois exerçant au Portugal, qui lègue à sa mort en 1786 toute sa fortune à la Ville et Bourgeoisie de Neuchâtel,. Cette somme considérable, provenant du commerce triangulaire, permettra de construire plusieurs bâtiments publics (Hôtel de Ville, Collège latin, Collège de la Promenade) et de mener à bien des travaux d'utilité publique (détournement du Seyon). Plusieurs Neuchâtelois ayant fait fortune dans le commerce ou la banque en feront profiter leur ville natale. Jacques-Louis de Pourtalès fonde ainsi en 1808 l'hôpital qui porte aujourd'hui encore son nom,.

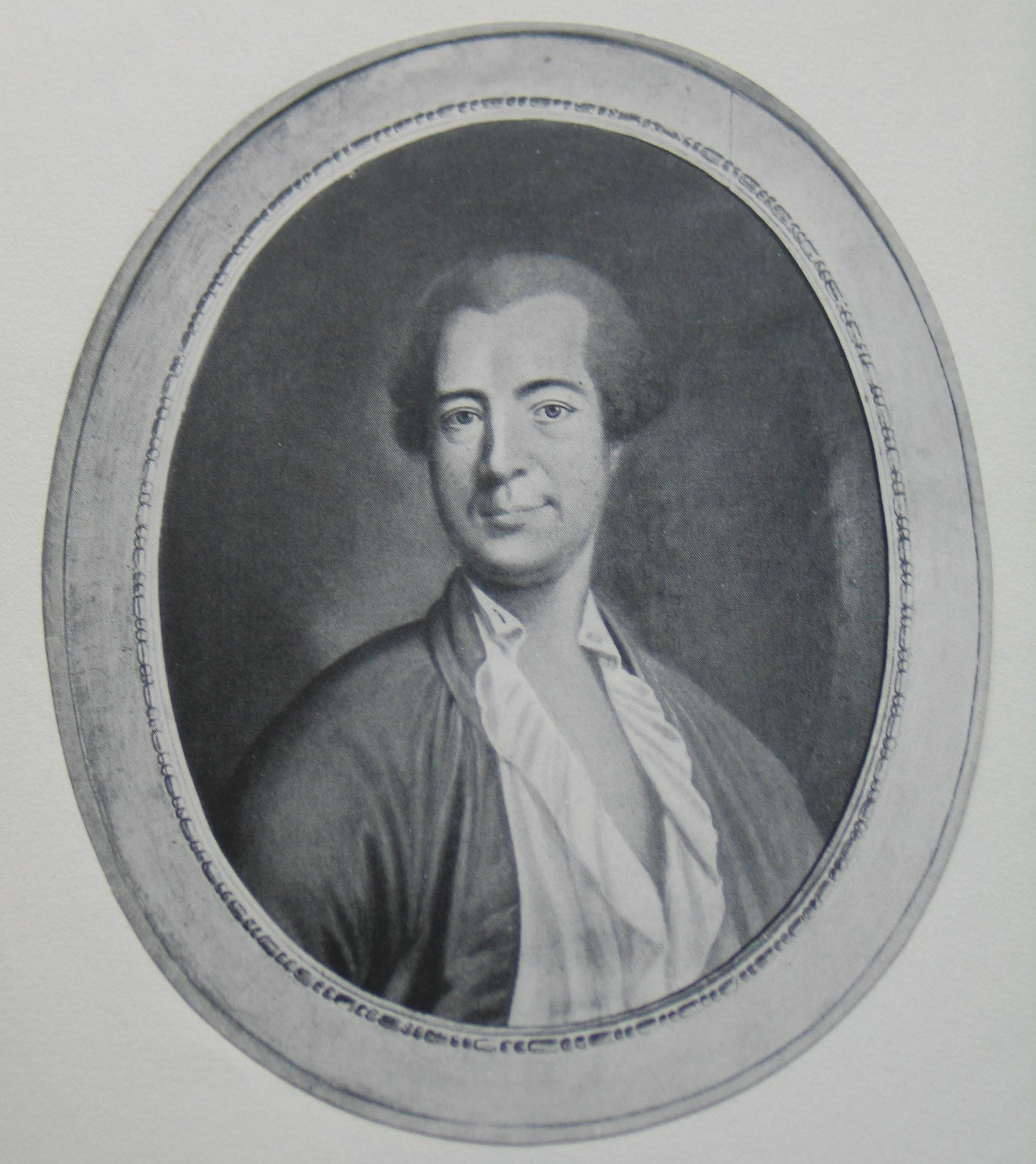
Pierre-Alexandre DuPeyrou (1729-1794).

Neuchâtel n'échappe pas aux bouleversements européens sous l'Empire napoléonien. En 1806, le roi de Prusse Frédéric-Guillaume III cède la principauté contre la région du Hanovre à Napoléon. Le Maréchal Oudinot prend possession de Neuchâtel et de Valangin, manifestant un tel tact et un tel respect des populations que les Neuchâtelois lui décernent, à lui et à ses descendants, la citoyenneté d'honneur. Napoléon Ier octroie la principauté en fief d'Empire au Maréchal Berthier qui prend le titre de « Prince de Neuchâtel et Valangin ». Le mardi 18 novembre 1806, au Temple du Bas, les autorités neuchâteloises prêtent serment au nouveau prince, représenté par le gouverneur François de Lespérut (1772-1848). Neuchâtel reste dans le giron français jusqu'à la chute de Napoléon qui provoque l'abdication d'Alexandre Berthier le 3 juin 1814 et la restitution de la principauté à Frédéric-Guillaume III.

### Canton suisse (dès 1814)

Drapeau de Neuchâtel.

Neuchâtel entre dans la Confédération suisse avec Genève et le Valais en 1814, et signe le Pacte fédéral le 20 mai 1815, tout en restant propriété du roi de Prusse, jusqu'à la révolution neuchâteloise de 1848.
La situation politique locale reste instable à l'image de celle de l'Europe, la potence de Neuchâtel est sabotée en 1829.
Grâce à un important legs de David de Pury, le Seyon peut être détourné en 1843. Ce nouveau tracé de la rivière transfigure la ville avec la construction des rues de l'Écluse et du Seyon durant les années qui suivent. Le stand de tir qui était au-dessus de l'ancien Seyon est déplacé sur la colline du Mail en 1882 où il reste jusqu'en 1955.

### La Révolution neuchâteloise
Les révolutionnaires neuchâtelois partent le 29 février 1848 au soir du Locle (un odonyme : Place du 29 février rappelle cet évènement), descendent de la Chaux-de-Fonds par le col de la Vue des Alpes après s'être fait remettre les clefs de la ville. Ils prennent des canons à l'arsenal et tirent des coups de semonce sur le château de Valangin, entraînant la reddition sans heurts des gardes royalistes. Ils arrivent au petit matin du 1er mars au château de Neuchâtel où ils déclarent la république,. Les troubles se poursuivent durant encore une dizaine d'années, avec en particulier une tentative avortée de contre-révolution en 1856 marquée par le sac de l'imprimerie de René-Alfred-Henri Wolfrath. Après une médiation européenne, Neuchâtel est maintenue définitivement dans la Confédération en tant que république.

## Politique

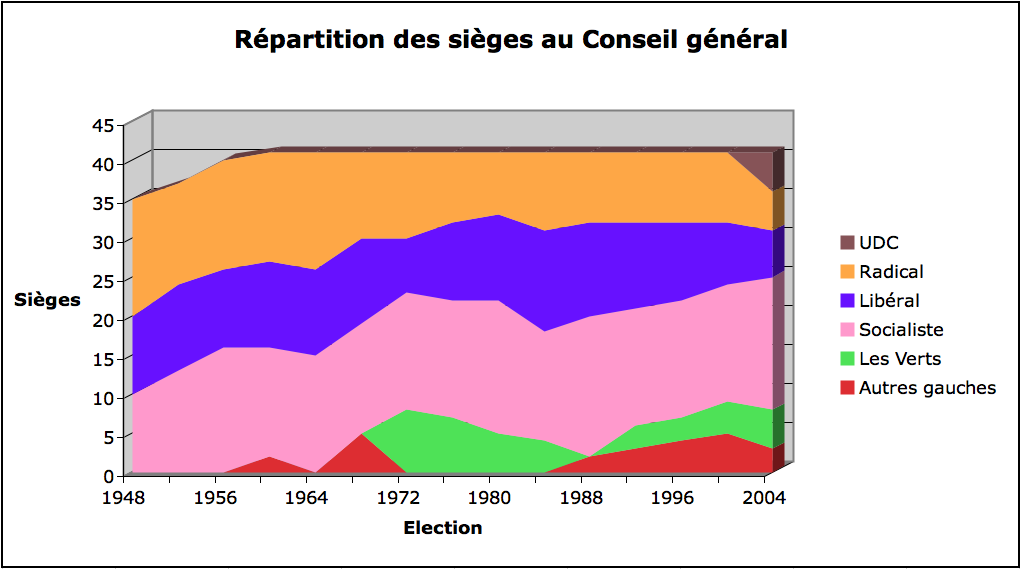
Évolution du Conseil général de la ville de Neuchâtel.
Source : site officiel de la ville de Neuchâtel.

### Municipalité
La ville de Neuchâtel est dirigée par un Conseil général (législatif) de 41 membres et un Conseil communal (exécutif) de cinq membres, élus tous les quatre ans au système majoritaire à deux tours (au système proportionnel jusqu'en 2020).

#### Tendances politiques
Lors de la création de la commune moderne de Neuchâtel, en 1888, le Parti radical-démocratique occupe l'ensemble des sièges du Conseil général (législatif) et du Conseil communal (exécutif). Le Parti libéral y fait rapidement son entrée, suivi, en 1912, du Parti socialiste. Le Parti ouvrier et populaire les rejoint après la Seconde Guerre mondiale, puis, en 1972, le Mouvement populaire pour l'environnement, qui sera l'une des composantes fondatrices des Verts en 1983,. En 1992, la gauche obtient pour la première fois la majorité à la fois au législatif et à l'exécutif de la ville. En 2004, l'Union démocratique du centre entre pour la première fois au Conseil général et y reste pendant deux législature, n'obtenant plus assez de voix en 2012 pour continuer à être représentée,. En 2021, le Conseil communal bascule à droite au terme de près de 20 ans de majorité de gauche. En 2024, la gauche remporte quatre des cinq sièges à l'exécutif et le Conseil général renforce sa majorité de gauche.

#### Conseil général
Le Conseil général est, depuis 1888, l'autorité législative de la ville. Il est chargé, entre autres, d'adopter le budget et les comptes. Il a aussi la responsabilité de voter les crédits proposés par le Conseil communal.
Le Conseil général est élu au suffrage universel depuis sa création en 1888 et, depuis 1912, selon le mode de scrutin proportionnel. À l'issue des élections communales du 21 avril 2024, les divers partis politiques se répartissent les sièges de la façon suivante :
- Parti Socialiste: 12 sièges
- PLR Les Libéraux-Radicaux: 10 sièges
- Les Vert-e-s: 8 sièges
- Parti Vert'libéral: 4 sièges
- SolidaritéS: 3 sièges
- Union démocratique du centre (UDC): 3 sièges
- POP Parti Ouvrier et Populaire: 1 siège

Pierre-Yves Jeannin (Vert'libéral) est le président du Conseil général.

#### Conseil communal
Le Conseil communal est l'exécutif de la commune. Il comprend 5 membres élus depuis 2024 au suffrage universel, selon le mode de scrutin majoritaire à deux tours. Entre 2004 et 2024, ils étaient élus au suffrage universel selon le mode de scrutin proportionnel. Avant cela, de 1888 à 2004, les membres du Conseil communal étaient élus au système majoritaire par le Conseil général. Le président du Conseil communal est élu pour une année. En outre, un chancelier est nommé par le Conseil communal, ainsi qu'un vice-chancelier.
À la suite des élections pour la législature 2024-2028, le Conseil communal a procédé à sa constitution pour une entrée en fonction le 1er juillet 2024 :
- Violaine Blétry-de Montmollin (PLR), Dicastère du développement territorial, des infrastructures et du patrimoine bâti.
- Nicole Baur (Vert-e-s), Dicastère de la famille, de la formation, de la santé et des sports.
- Julie Courcier Delafontaine (PS), Dicastère de la culture, de la cohésion sociale, de l’intégration et des ressources humaines.
- Jonathan Gretillat (PS), Dicastère des finances, de l’économie, des affaires sociales et de la population.
- Mme Johanna Lott Fischer (Vert-e-s), Dicastère du développement durable, de la mobilité et de la sécurité.

Le chancelier est Daniel Veuve.

#### Parlement des Jeunes et Conseil des Jeunes
Le Parlement des Jeunes et le Conseil des Jeunes existent depuis 1992 afin de maintenir un dialogue constructif entre la jeunesse et les autorités communales.

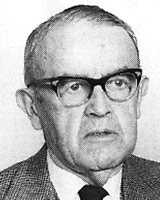
Max Petitpierre, homme politique neuchâtelois, Conseiller fédéral chargé des affaires étrangères.

Le Parlement des Jeunes se constitue de jeunes gens âgés de 16 à 25 ans représentant les écoles situées sur le territoire communal, des associations diverses et des clubs de sports, ainsi que les sections « jeunesse » de divers partis politiques.
Le Conseil des Jeunes se compose lui exclusivement de jeunes de 12 à 15 ans. Parmi eux, deux élèves de l'École secondaire régionale de Neuchâtel, qui représentent les intérêts de leurs camarades.

### Parlement cantonal
Le parlement cantonal se nomme le Grand Conseil, c'est l'autorité législative du canton. Sur les 115 sièges à pourvoir au Grand Conseil, le district de Neuchâtel est le plus représenté, avec 35 sièges.
Depuis 1848, le Grand Conseil a été présidé 32 fois par un représentant de Neuchâtel (mandat d'une année depuis 1860).

### Confédération
Depuis 1848, quatre conseillers fédéraux (membres du gouvernement) étaient originaires de la ville et représentants du canton, tous issus de la famille radicale : Eugène Borel (1873-1875), Louis Perrier (1912-1913), Max Petitpierre (1945-1961) et Didier Burkhalter, en fonction du 1er novembre 2009 au 31 octobre 2017.

### Jumelages
La ville de Neuchâtel est jumelée avec :
- Aarau (Suisse) depuis 1978 ;
- Besançon (France) depuis 1975 ;
- Sansepolcro (Italie) depuis 1977 ;

## Population et société

### Démographie

#### Évolution de la population
La commune compte 44 898 habitants au 31 décembre 2023 pour une densité de population de 1 493 hab/km2. Sur la période 2010-2023, sa population a augmenté de 2,5 % (canton : 3,6 % ; Suisse : 9,4 %). Au 31 décembre 2021, l’agglomération de Neuchâtel compte 86 489 habitants. Celle-ci comprend les communes neuchâteloises de Milvignes, La Grande Béroche, Boudry, Cortaillod, Rochefort, Cornaux, Hauterive, La Tène, Neuchâtel, Saint-Blaise, (sont aussi considéré de facto les communes de Cressier, Le Landeron et les communes bernoises de La Neuveville, Gals et Champion). C'est la seizième plus grande agglomération du pays en nombre d'habitants.

#### Pyramide des âges
En 2023, le taux de personnes de moins de 30 ans s'élève à 33,6 %, au-dessus de la valeur cantonale (32,9 %). Le taux de personnes de plus de 60 ans est quant à lui de 23,8 %, alors qu'il est de 26 % au niveau cantonal.
La même année, la commune compte 21 969 hommes pour 22 929 femmes, soit un taux de 48,9 % d'hommes, inférieur à celui du canton (49,1 %).
| Hommes | Classe d’âge | Femmes |
| ------ | ------------ | ------ |
| 0,8    | 90 ans ou +  | 2,0    |
| 7,2    | 75 à 89 ans  | 9,9    |
| 12,9   | 60 à 74 ans  | 14,8   |
| 20,4   | 45 à 59 ans  | 20,3   |
| 23,4   | 30 à 44 ans  | 21,4   |
| 20,9   | 15 à 29 ans  | 18,8   |
| 14,5   | - de 14 ans  | 12,9   |

| Hommes | Classe d’âge | Femmes |
| ------ | ------------ | ------ |
| 0,7    | 90 ans ou +  | 1,8    |
| 7,9    | 75 à 89 ans  | 10,4   |
| 15,2   | 60 à 74 ans  | 16,0   |
| 21,3   | 45 à 59 ans  | 21,1   |
| 20,5   | 30 à 44 ans  | 19,6   |
| 18,9   | 15 à 29 ans  | 16,9   |
| 15,6   | - de 14 ans  | 14,3   |

#### Population étrangère avant la fusion de 2021
En revanche, la population étrangère n'a cessé de croître. De 1 693 habitants (6 % de la population totale) en 1950, elle passe à 7 193 (20,9 %) en 1980, à 9 329 (27,8 %) en 1990, puis 10 113 (30,7 %) en 2000. En 2005, elle décroît légèrement, mais moins vite que l'ensemble de la population neuchâteloise, pour se situer 10 007 habitants (31,2 %). Sa proportion est donc plus élevée que dans le canton, qui compte 23,2 % de résidents étrangers en 2005.

#### Religion avant la fusion de 2021
Sur le plan religieux, la communauté catholique est la plus importante en 2016, avec 26 % de la population, suivi des protestants avec 24 %, 39 % se déclarent sans appartenance confessionnelle, 4 % sont musulmans, les 8 % restants appartiennent à d'autres communautés ou n'indiquent pas leur préférence. À titre de comparaison, en 1949, la ville comptait 21'702 protestants (78,2%), 5'676 catholiques (20,4%), 117 juifs (0,4%) et 261 divers (0,9%).

### Enseignement supérieur et recherche
En plus du centre de formation professionnelle CPNE, la ville de Neuchâtel propose aux étudiants quittant l'école obligatoire et souhaitant poursuivre leurs études de rejoindre deux lycées différents, le Lycée Jean Piaget et le Lycée Denis de Rougemont.

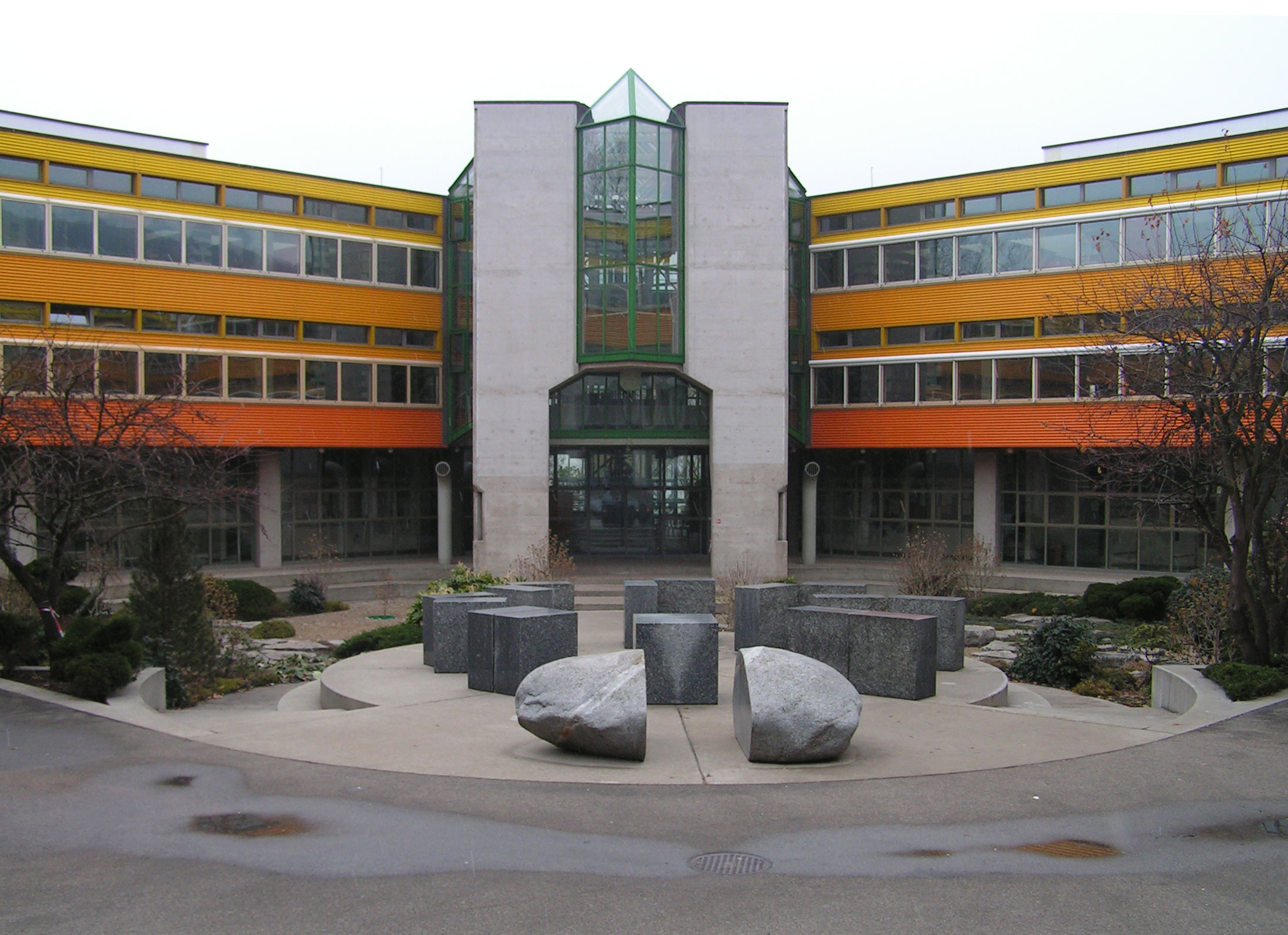
La Faculté des Lettres et Sciences humaines de l'Université de Neuchâtel.

Le canton de Neuchâtel est un canton universitaire, possédant une université et d'autres filières de formation supérieure et de centres des recherches. La ville de Neuchâtel est l'un des centres de cet écosystème.

#### Université
L'activité scientifique a été motivée dans le canton dès 1832 par Louis Agassiz qui organise la Société neuchâteloise des sciences naturelles. L'Académie est fondée en 1838 et devient Université en 1909. L'université de Neuchâtel réunit aujourd'hui quatre facultés (lettres et sciences humaines, sciences, droit et sciences économiques), la faculté de théologie ayant disparu en 2015,. La section de microtechnique de l'Université de Neuchâtel est rattachée à l'EPFL en 2009. En 2013, l'EPFL ouvre une nouvelle structure, Microcity, à Neuchâtel qui abrite des étudiants en deuxième cycle et de jeunes entreprises technologiques.

#### Hautes Écoles Spécialisées (HES)
- La Haute École Arc Berne Jura Neuchâtel (BeJuNe) - Ingénierie[117] offre notamment des formations bachelor dans les filières suivantes : Microtechniques, Industrial Design Engineering et Informatique.
- La Haute École Arc Berne Jura Neuchâtel (BeJuNe) - Gestion[117] forme au bachelor en droit économique, en économie d'entreprise et en informatique de gestion.
- La Haute École Arc Berne Jura Neuchâtel (BeJuNe) - Santé[117] est une école d'infirmières et infirmiers (enseignement en partenariat avec Delémont).
- L'École supérieure du canton de Neuchâtel (ESNE) offre des formations à temps complet vers les métiers techniques et des formations en cours d'emploi[118].

#### Centre de recherche
L'industrie horlogère crée à Neuchâtel le Laboratoire suisse de recherche horlogère (LSRH) dans l'entre-deux-guerres. Durant les années 1960, le LSRH va collaborer avec l'université de Neuchâtel et le nouvellement crée Centre électronique horloger pour apporter à l'horlogerie les nouvelles technologies dont elle a besoin. En 1983, le LSRH, le CEH et la FSRM réunissent leurs forces pour devenir le Centre suisse d'électronique et de microtechnique (CSEM), une société privée soutenue par la Confédération via des projets de recherche, dont l'objectif est d'amener à maturité de nouvelles technologies puis de les transférer à l'industrie soit directement, soit par essaimage de nouvelles sociétés.

#### Autres écoles
Neuchâtel est le siège depuis 1905 de l'École supérieure de droguerie (ESD) créée par l'Association suisse des droguistes. L'école est dotée de deux nouveaux bâtiments en 1952, puis d'un troisième en 1974. En 1998, elle obtient le statut de Haute école professionnelle. Administrativement, l'ESD est rattachée au Centre professionnel du littoral neuchâtelois.
Neuchâtel a également abrité, de 1914 à 1950, une école hôtelière, créée à l'initiative de la section neuchâteloise de la Société suisse des cafetiers et hôteliers,. En 1990, une école hôtelière internationale IHTTI quitte Lucerne pour s'installer à Neuchâtel. Elle ferme à son tour en 2019.

### Festivals et événements
La ville de Neuchâtel accueille une variété de festivals et événements culturels. La Fête des vendanges est la plus populaire des fêtes de la ville, elle attire des touristes de toute la Suisse et de la France limitrophe.

### Sports
- Basket-ball : Union Neuchâtel Basket
- Football : Neuchâtel Xamax puis Neuchâtel Xamax FCS
- Hockey sur glace : Neuchâtel-Sports Young Sprinters HC
- Volley-ball : NUC Volleyball[135]
- Neuchâtel-Trophy, compétition internationale de patinage artistique synchronisé disputée depuis 1999[129].

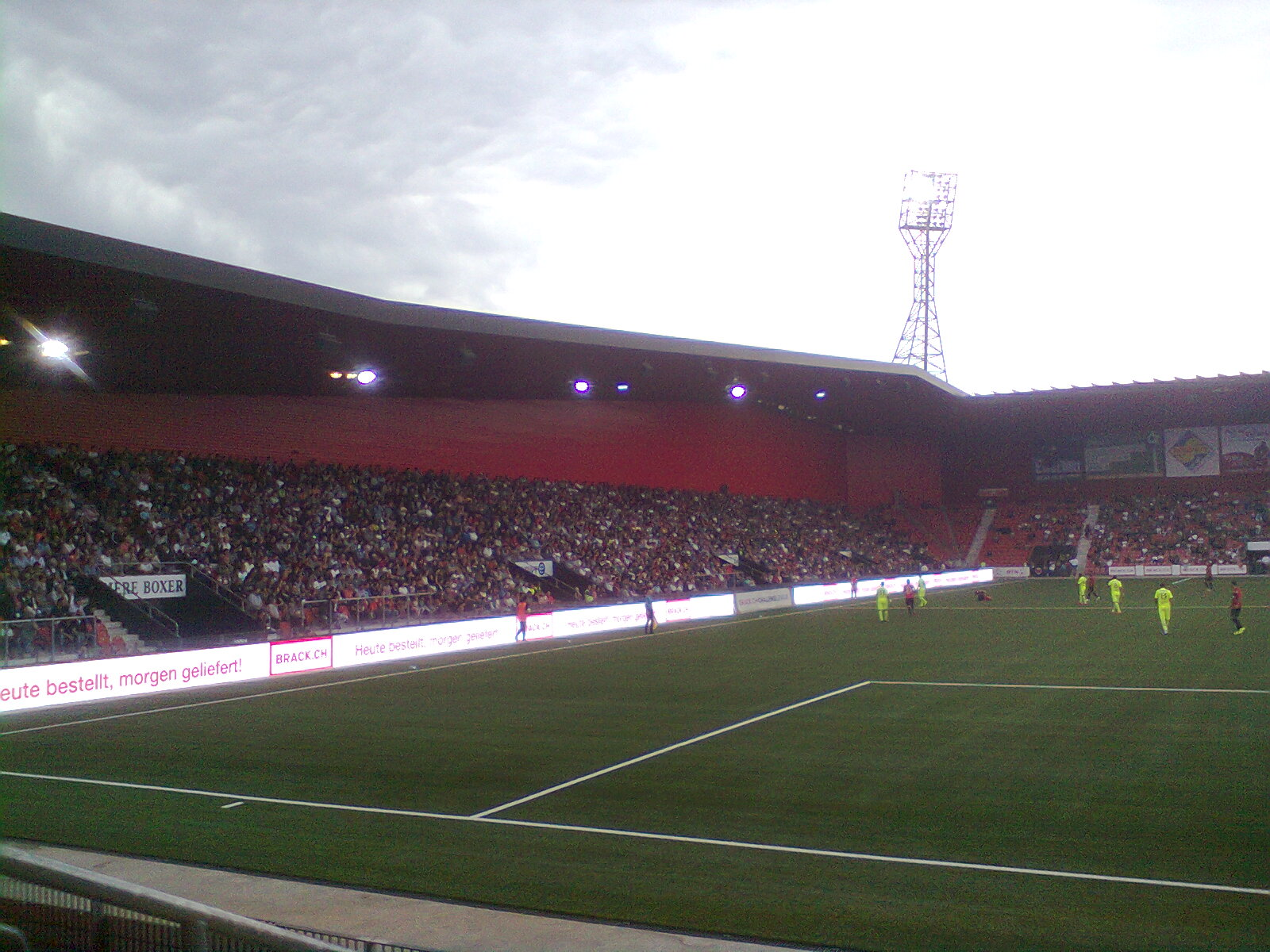
Le stade de la Maladière vu de l'intérieur lors d'une rencontre de Neuchâtel Xamax FCS.

## Économie

### Histoire économique de la ville
Dans l'Antiquité, la région était peuplée de chasseurs et de cultivateurs. On en trouve des traces sur toute la berge nord du lac. Neuchâtel n'a probablement pas eu de fonction importante durant la période romaine.

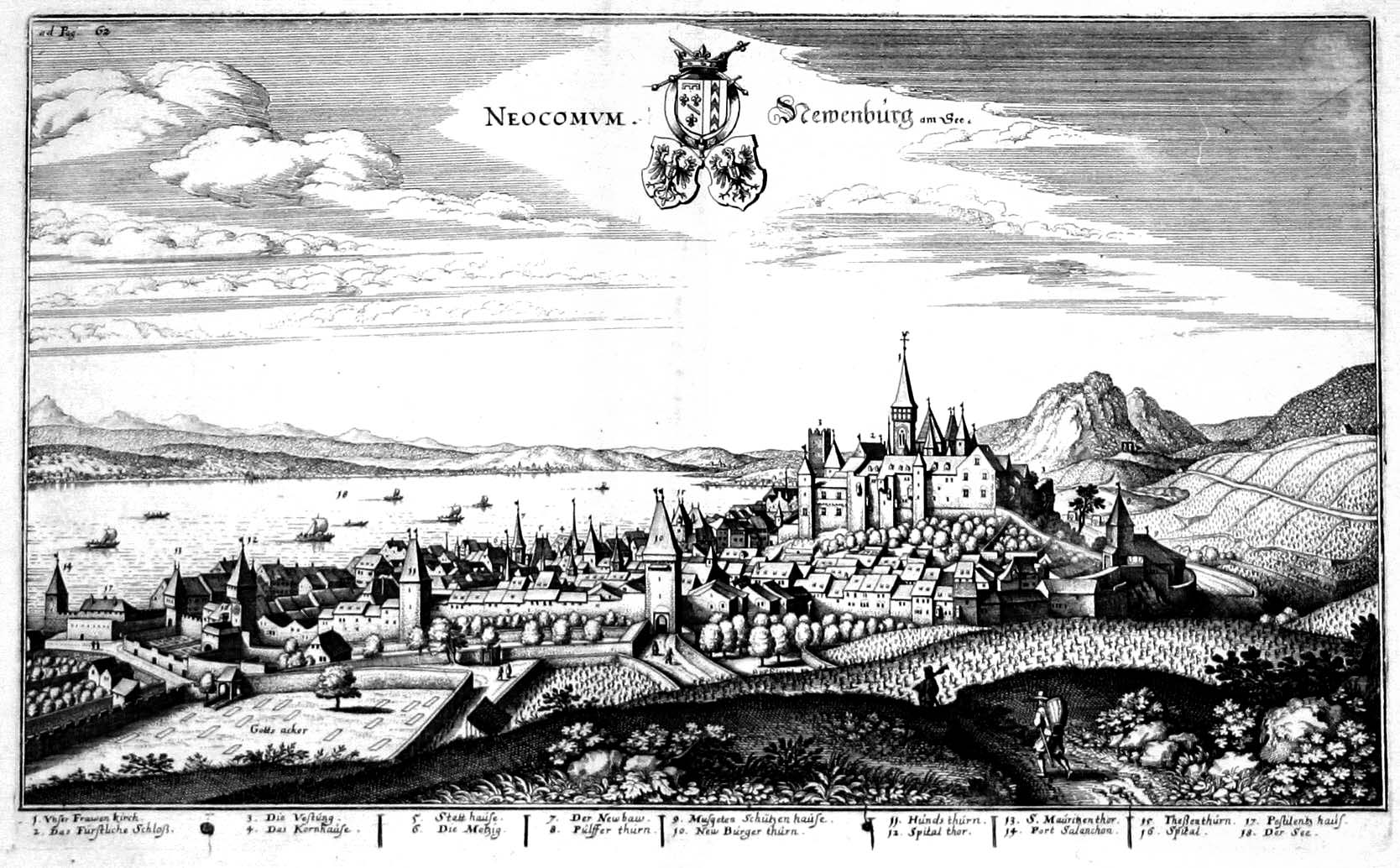
La ville de Neuchâtel en 1642. On aperçoit un verger au premier plan à gauche du cimetière (actuellement : collège des Terreaux) ; pour le reste la ville est entourée du lac et de vignes.

Une ancienne ferme (La Favarge) existe encore à l'est de la ville. Des gravures du XVIIe siècle montrent des vergers et de la vigne sur les flancs du Jura.
Plusieurs moulins étaient disposés le long du Seyon et de la Serrières, les soubassements du moulin situé au nord de la Maison du Prussien sont toujours visibles (1537 - 1937), les autres ont été détruits lors des inondations ou après le détournement du Seyon en 1845, le plus ancien pourrait avoir été bâti avant 1214. La ville avait un monopole sur la farine, qui avait valeur de taxe. Des brasseries ont été fondées à Neuchâtel, dont la brasserie Müller en 1862 sur le cours détourné du Seyon. On trouvait aussi à Neuchâtel, au pied de la colline du Mail, une usine à gaz (1859 - 1967) et une tuillerie (1825 - 1948). Mais la plus importante industrie a été la Chocolaterie Suchard établie au pied de la Serrières au milieu du XIXe siècle pour profiter de l'énergie hydraulique. L’entreprise fournit alors du travail à 200 personnes à Neuchâtel.
L'imprimerie momentanément arrive à Neuchâtel dans la foulée de la réforme en 1533 lorsque Pierre de Vingle imprime la Bible d'Olivétan, première Bible protestante en langue française. Antoine Marcourt, quant à lui, y imprima les célèbres placards de 1534. À la suite de la révocation de l'édit de Nantes en 1685, les Huguenots se réfugient dans le canton de Neuchâtel et y amènent des savoirs tels que l'imprimerie. Neuchâtel ayant appartenu à la Prusse de 1707 à 1848, l'imprimerie et la presse ont pu s'y développer à l'abri de la censure qui a sévi en France et dans d'autres régions de Suisse romande. Neuchâtel était jadis le lieu où l'on imprimait les ouvrages politiques et philosophiques les plus hardis. La Feuille d'Avis de Neuchâtel, plus ancien journal de la francophonie encore publié aujourd'hui, a été lancée en 1738 par François-Louis Liechtenhan. L'imprimerie Attinger a été fondée en 1831.
La ville de Neuchâtel possédait également un secteur financier très dynamique. Une longue tradition de banquiers privés vit le jour entre le XVIIIe et le XIXe siècle. La dernière banque privée encore en activité est la Banque Bonhôte & Cie, fondée en 1815.
De 1648 à 1829, le canal d'Entreroches, aujourd'hui désaffecté, permet de développer le commerce avec le canton de Vaud.

### Structure de l'économie neuchâteloise
La ville de Neuchâtel compte4 363 entreprises représentant environ 36 676 emplois (2021).
|             | Primaire | Secondaire | Tertiaire |
| ----------- | -------- | ---------- | --------- |
| Entreprises | 27       | 418        | 3918      |
| Emplois     | 97       | 5617       | 30962     |

Cette relative faiblesse du poids de la ville de Neuchâtel dans l'économie cantonale, alors qu'elle en est la capitale, est le reflet d'une répartition territoriale équilibrée des activités dans le canton entre La Chaux-de-Fonds, Boudry et Le Locle. Seule La Chaux-de-Fonds a une importance économique équivalente à celle de Neuchâtel.
La ville compte 1601 demandeurs d'emploi en juillet 2024, ce qui correspond à un taux de chômage de 4,2 %, 3,6 % dans le canton et 2,3 % dans l'ensemble de la Suisse.
Parmi les principaux employeurs de la ville, l'industriel du tabac Philip Morris (anciennement Fabriques de Tabacs Réunies) à Serrières compte 1 500 employés dans son usine de fabrication de cigarettes et dans son centre international de recherche et développement, l'Office fédéral de la statistique (OFS) a 565 employés, la société de biotechnologies Baxter Bioscience, 440 employés, la société horlogère Bulgari, 400 employés, le centre technologique Centre suisse d'électronique et de microtechnique (CSEM), 272 employés. Enfin, le producteur suisse d'électricité Alpiq y a établi son siège après la fusion lui ayant donné naissance.

### Industrie
De très longue date, la pierre jaune de Neuchâtel, dite aussi pierre d'Hauterive est très appréciée en architecture et est exportée dans un large rayon, notamment, et avec facilité, par voie lacustre.
Par la suite renommée pour son industrie horlogère, Neuchâtel a réussi à devenir un centre de la microtechnologie et de l'industrie high-tech. Cette mutation a été soutenue par les industriels de l'horlogerie et plus tard par la Confédération via l'arrêté Bonny. En 1962 plusieurs horlogers décident de lancer un programme commun pour le développement de la montre du futur et fondent le Centre électronique horloger à Neuchâtel. Étonnamment, c'est dans la capitale du canton, que le CEH fera certifier la première montre à quartz en 1967.
En 1975, l'Université de Neuchâtel crée l'Institut de microtechnique (IMT). En 1983, le CEH et deux autres sociétés de recherches en technologies basées à Neuchâtel (le LSRH et la FSRM) forment le Centre suisse d'électronique et de microtechnique avec le soutien de la Confédération. En 1984 également, l'arrêté Bonny est révisé pour cibler les entreprises de haute technologie. L'IMT et le CSEM vont durant les 20 années qui suivent leur création lancer plus de 20 nouvelles entreprises (spin-off) de technologie.
La promotion économique neuchâteloise s'appuie sur cet arrêté, la formation horlogère des employés de la région et les multiples nouvelles sociétés issues du CSEM et de l'IMT pour attirer des sociétés de haute technologie étrangères, tels que la technologie médicale, la microtechnologie, la biotechnologie, les machines et les équipements, les technologies de l'information et les technologies de nettoyage en microélectronique.

### Tourisme

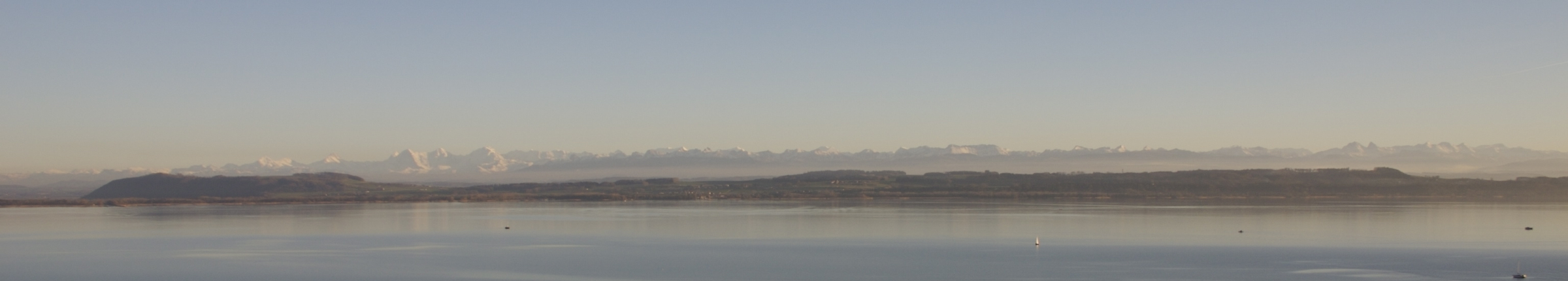
Les Alpes vues de Neuchâtel par un soir d'automne.

Si certains notables connaissent déjà la principauté à la fin du XVIIIe siècle et s'arrêtent à Neuchâtel, le tourisme arrive dans la région (comme dans une bonne partie de l'Europe) avec l'avènement du train dans la seconde moitié du XIXe siècle.

#### Thèmes horlogers
Neuchâtel fait partie de la destination touristique Jura & Trois-Lacs, qui représente 10 % du territoire suisse. La destination est reconnue par Swiss tourism depuis 2010.
Neuchâtel est une ville étape de la Route de l'horlogerie qui va de Genève à Bâle, via le Jura bernois et le canton du Jura, et de la Route des microtechniques qui va de Berne à Besançon en passant par les trois principales villes du canton de Neuchâtel.

#### Grands hôtels
Les deux hôtels cinq-étoiles de l'Arc jurassien se trouvent à Neuchâtel :
- l'hôtel Beau-Rivage, sur la Place du Mont-Blanc, dans un bâtiment datant de 1863[137] ;
- l'hôtel Palafitte, construit sur pilotis au-dessus du lac en 2001 pour l'Expo.02[159].

## Culture et patrimoine

### Sites archéologiques

#### Site paléolithique de Monruz

Déplacement du bloc du site de Monruz.

Situé à l'extrémité orientale de la commune de Neuchâtel, à environ 1 km à l’ouest du site contemporain d’Hauterive-Champréveyres sur lequel a été érigé le Laténium, le site magdalénien de Monruz a fait l'objet d'une fouille de sauvetage entre 1989 et 1992, soit pendant les opérations archéologiques liées à la construction de l’autoroute A5.
Le site est découvert fortuitement en octobre 1989 alors que des travaux de creusement relativement profonds sont réalisés. Aucun sondage n’avait en effet été réalisé avant le commencement des travaux, du fait de l’urbanisation relativement intense de la zone. Le Service cantonal d’archéologie, suspectant la présence de restes archéologiques néolithiques, surveillait toutefois régulièrement la zone, ce qui a occasionné la mise en évidence la présence d’un niveau magdalénien partiellement entamé par les terrassements, à 5 m de profondeur sous le niveau actuel.
Deux volumes archéologiques de 66 m2 et 18 m2 ont été isolés et prélevés en bloc, afin d'être fouillés à l'abri de manière fine et exhaustive, tout en permettant la poursuite des travaux de construction de l'autoroute. Étendu sur près de 400 m2, le site de Monruz présente des vestiges dans un état de conservation exceptionnel, ce qui le place parmi les sites en plein air du Paléolithique supérieur européen les plus exceptionnels. En effet, on ne compte pas moins de 40 foyers, autour desquels ont été retrouvés des vestiges osseux et lithiques en plus de nappes d'ocre rouge.
Le remontage par Marie-Isabelle Cattin de deux lames de silex mises au jour sur les sites d'Hauterive-Champréveyres et de Neuchâtel/Monruz permet d'attester la contemporanéité partielle absolue des deux sites, et de proposer un modèle d'occupation à plus large échelle des rives neuchâteloises.

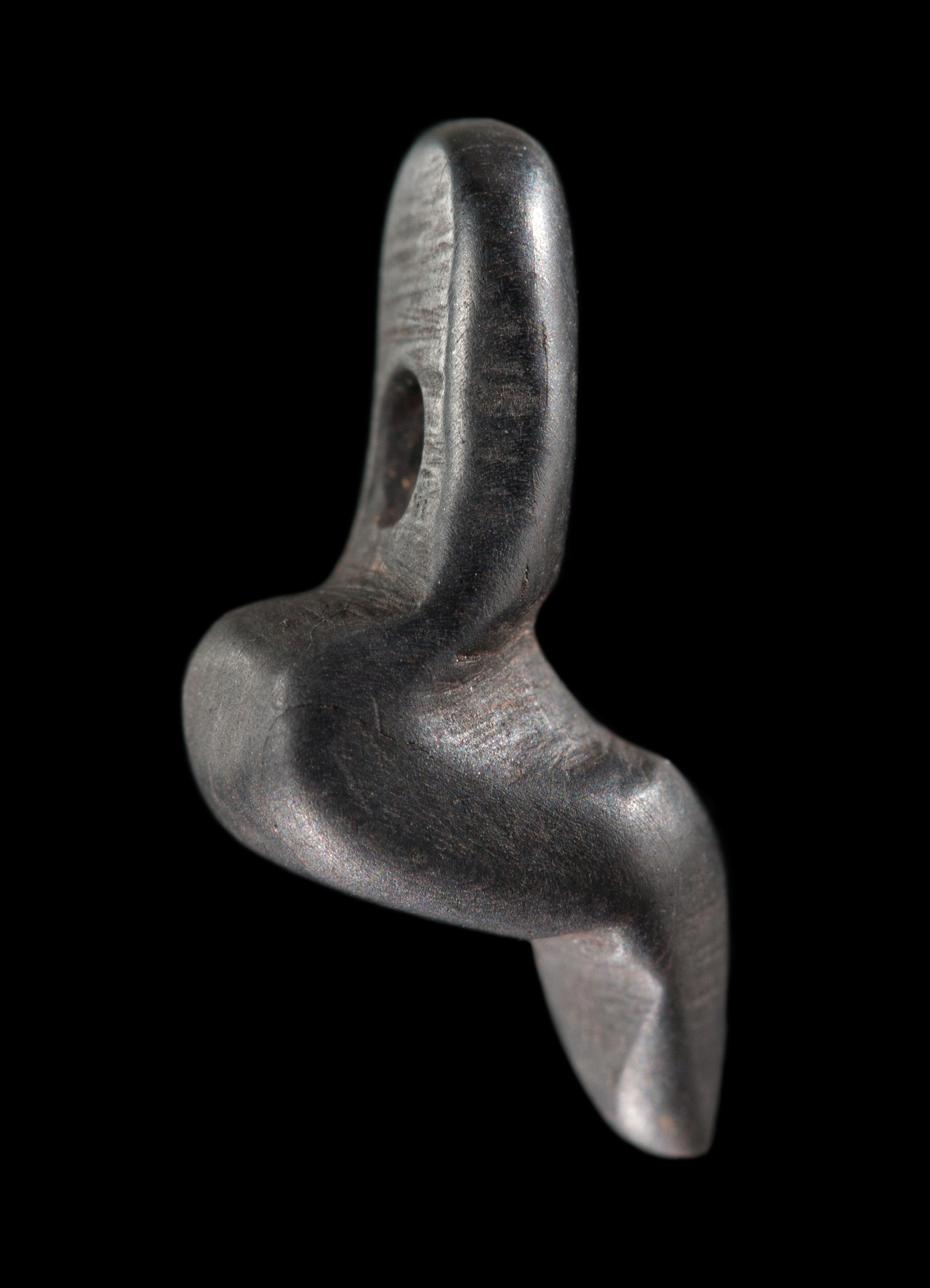
La Dame de Monruz.

Le site de Monruz présente un matériel conservé assez important comprenant avant tout de l’industrie lithique et osseuse ainsi que des déchets animaux. Ainsi, l’industrie lithique comprend 44 471 pièces supérieures à 1 cm et pesant 77 kg, parmi lesquelles :
- 58 esquilles de pièces esquillées.
- 79 éclats de retouches.
- 1 916 chutes de burin (380 g).
- 1 399 outils et 113 objets portant des enlèvements irréguliers sur un ou deux bords (2,7 kg).
- 203 nucléus (19,4 kg).
- 40 701 restes de taille (54,5 kg).

En ce qui concerne les éclats inférieurs à 1 cm, on dénombre 48 737 esquilles, soit des fragments et éclats dont 975 correspondent à des retouches.
Les vestiges osseux comprennent 14 300 unités (groupes de fragments et éléments individuels) pour un poids total de 97 kg. 1 500 restes osseux présentant des traces de travail sont issus du tamisage, tout comme 72 000 esquilles.

#### Campements de chasseurs de Monruz et de Champréveyres
Les sites paléolithiques de Monruz et de Hauterive-Champréveyres ont été fouillés et étudiés par la même équipe scientifique, ce qui a permis d’obtenir des résultats méthodologiquement comparables. Les deux sites sont distants d’un kilomètre et sont reliés grâce à la découverte de deux lames en silex, débitées sur le même nucléus. Si plusieurs éclats de silex permettent de penser que les lames ont été débitées sur le site de Monruz, les hypothèses quant à la découverte de lames jumelles sur deux sites différents sont multiples : deux aires de dépeçage de chevaux, tués au cours d’une même chasse ; un échange entre les groupes occupant les deux sites, simultanément ou non ; une récupération, sur le site de Monruz, de la lame retrouvée à Champréveyres dans une époque plus tardive.

#### Site néolithique du Fun'Ambule
Le site du Fun’Ambule est une station lacustre, découverte en 1999 pendant la construction du funiculaire reliant l’université de Neuchâtel à la gare de Neuchâtel, également surnommé « Fun’Ambule ». Le site, daté de la période néolithique du Cortaillod tardif (3'650 - 3'500 avant J.-C.) est situé au pied de la colline du Crêt-Taconnet et est protégé, à l’ouest par le delta du Seyon, et à l’est par le monticule rocheux du Crêt. Autrefois bordé par le lac de Neuchâtel, le site du Fun’Ambule se trouve de nos jours à quelques centaines de mètres du littoral, à la suite de l'abaissement du niveau du lac ainsi qu'aux comblements progressifs des rives neuchâteloises, qui ont autorisé la construction du quartier des Jeunes-Rives et du quartier des Beaux-Arts. La fouille du site, sur environ 600 m2, révèle que celui est fondé autour de 3'571 avant J.-C. et qu'il se trouve, globalement, entre quelques centimètres et un mètre en dessous du niveau stabilisé du lac de Neuchâtel, pour des couches d'occupations oscillant entre 5 et 20 centimètres. Les pieux en bois retrouvés, majoritairement composés de chêne, permettent, grâce à la dendrochronologie, d'estimer l'occupation des maisons néolithiques à une trentaine d'années. Les pieux permettent également l'identification de deux phases de construction : une première phase d'édification, en 3'571 avant J.-C., et une seconde phase d'entretien et/ou de remplacement des premiers édifices, entre 3'550 et 3'540 avant J.-C. En comparaison avec les sites palafittiques voisins d'Hauterive-Champréveyres et de Marin-Les Piécettes (datés également de la période néolithique du Cortaillod), le site du Fun'Ambule apporte de nouvelles connaissances quant à l'occupation des rivages neuchâtelois : ainsi, les maisons du site ne sont pas surélevées comme elles le sont à Hauterive-Champréveyres ; la disposition des pieux évoque en effet l'hypothèse d'habitats situés à même le sol, sur des dallages aménagés.
Grâce à l'abondant matériel retrouvé, le site du Fun'Ambule est daté de la culture archéologique du Cortaillod tardif et du Cortaillod type Port-Conty, soit des périodes caractéristiques du Néolithique moyen de Suisse occidentale. Le matériel retrouvé :
- 440 kg de céramique ;
- 450 artefacts en os et en bois de cervidés ;
- 830 silex, dont 230 objets et 600 éclats ;
- 200 outils fabriqués en roche verte.

L'habitat du site, qui se situe à même le sol, est reconstitué grâce aux nombreux trous de poteau (environ 590), aux zones rubéfiées, aux zones dallées et aux vestiges de foyers. Les analyses dendrochronologiques permettent d’établir précisément plusieurs phases d’occupation du site : en 3'571 avant J.-C., deux ensembles de bâtiments parallèles et perpendiculaires au rivage sont installés ; entre 3'550 et 3'540 avant J.-C., de nouveaux édifices sont installés sur les anciennes installations. Entre 3'509 et 3'479 avant J.-C., l’habitat et le matériel identifiés pour la dernière phase d'occupation du site sont attribués à la culture du Cortaillod type Port-Conty.

### Lieux et monuments

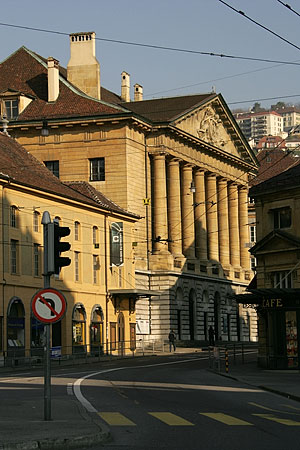
L'Hôtel de Ville.

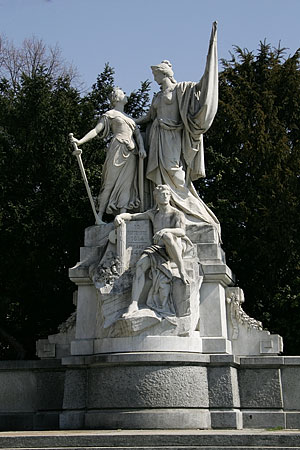
Statue de la République.

Les plus anciens bâtiments de la ville sont très sobres, marqués par la tradition protestante. Neuchâtel comprend quantité de bâtiments typiques du XIXe siècle dus à la richesse de la ville durant la période prussienne. De cette période datent aussi les fontaines de la ville qui étaient utilisées par la population avant que l'eau courante ne soit généralisée. À l'exception de celles qui ornent les fontaines, il y a peu de statues en ville de Neuchâtel, la tradition locale ne valorisant pas la démonstration de la réussite personnelle. En revanche, on trouve des statues abstraites d'artistes neuchâtelois plus récents.

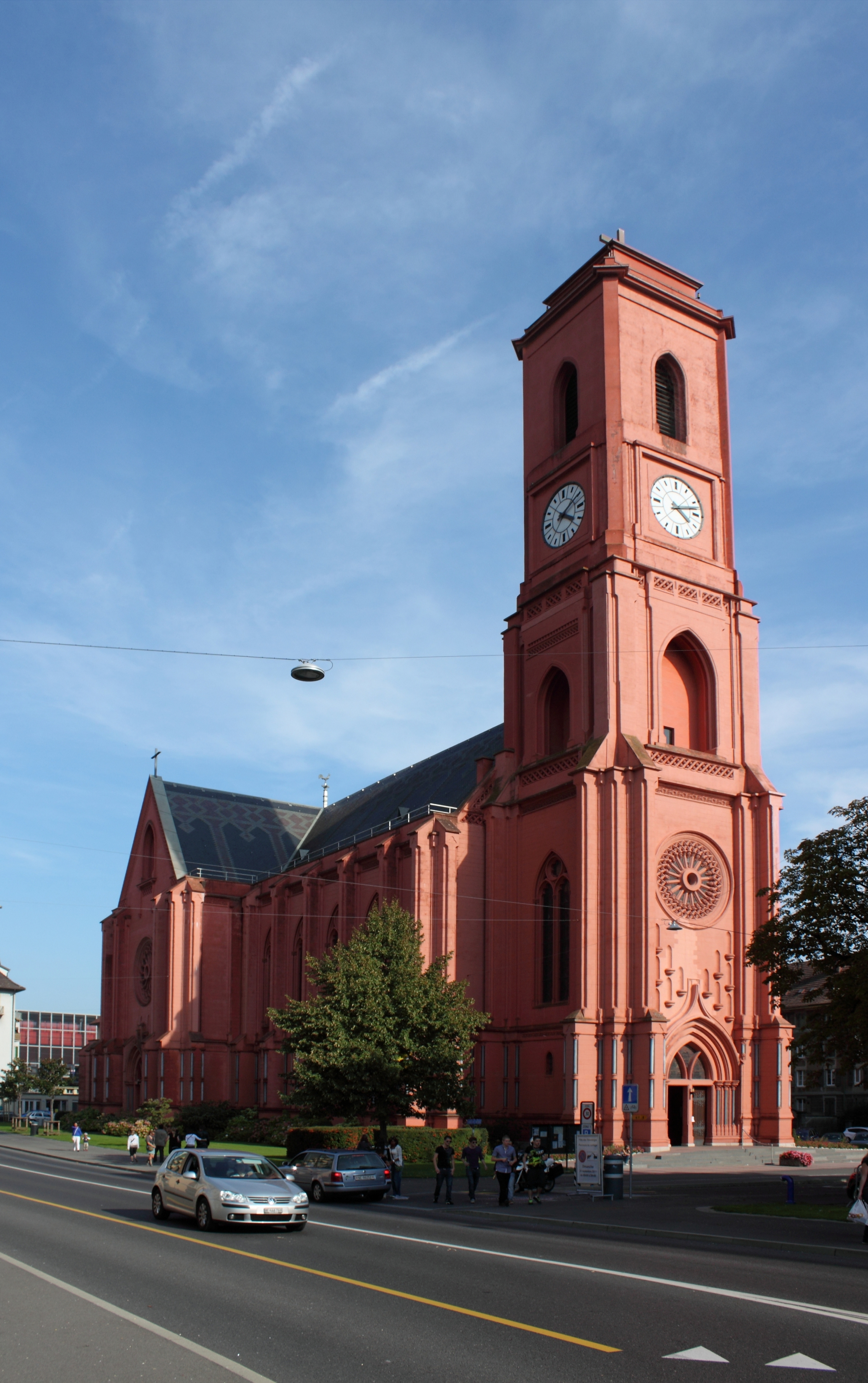
Basilique Notre-Dame de l'Assomption.
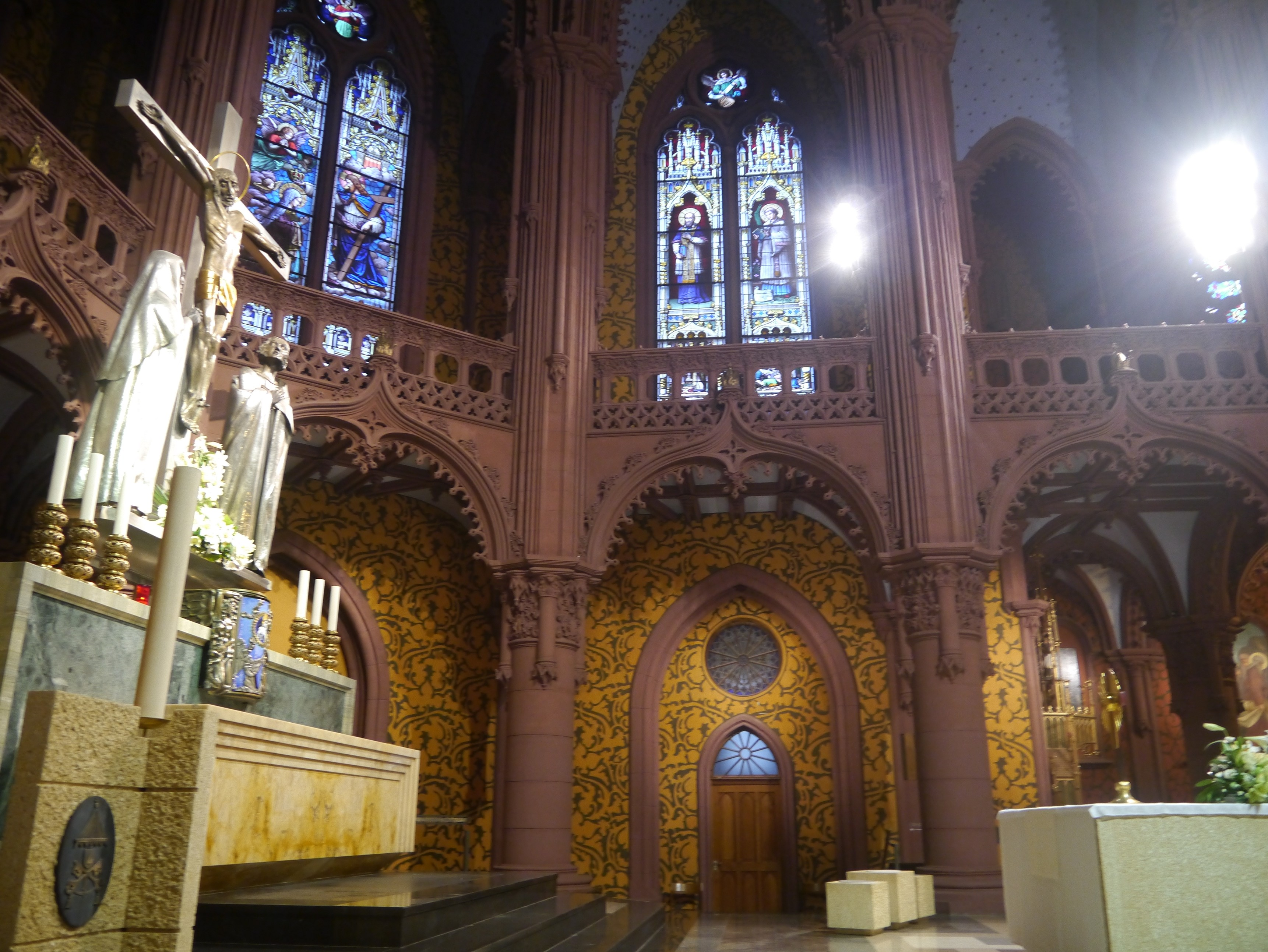
Intérieur de la basilique Notre-Dame de l'Assomption.
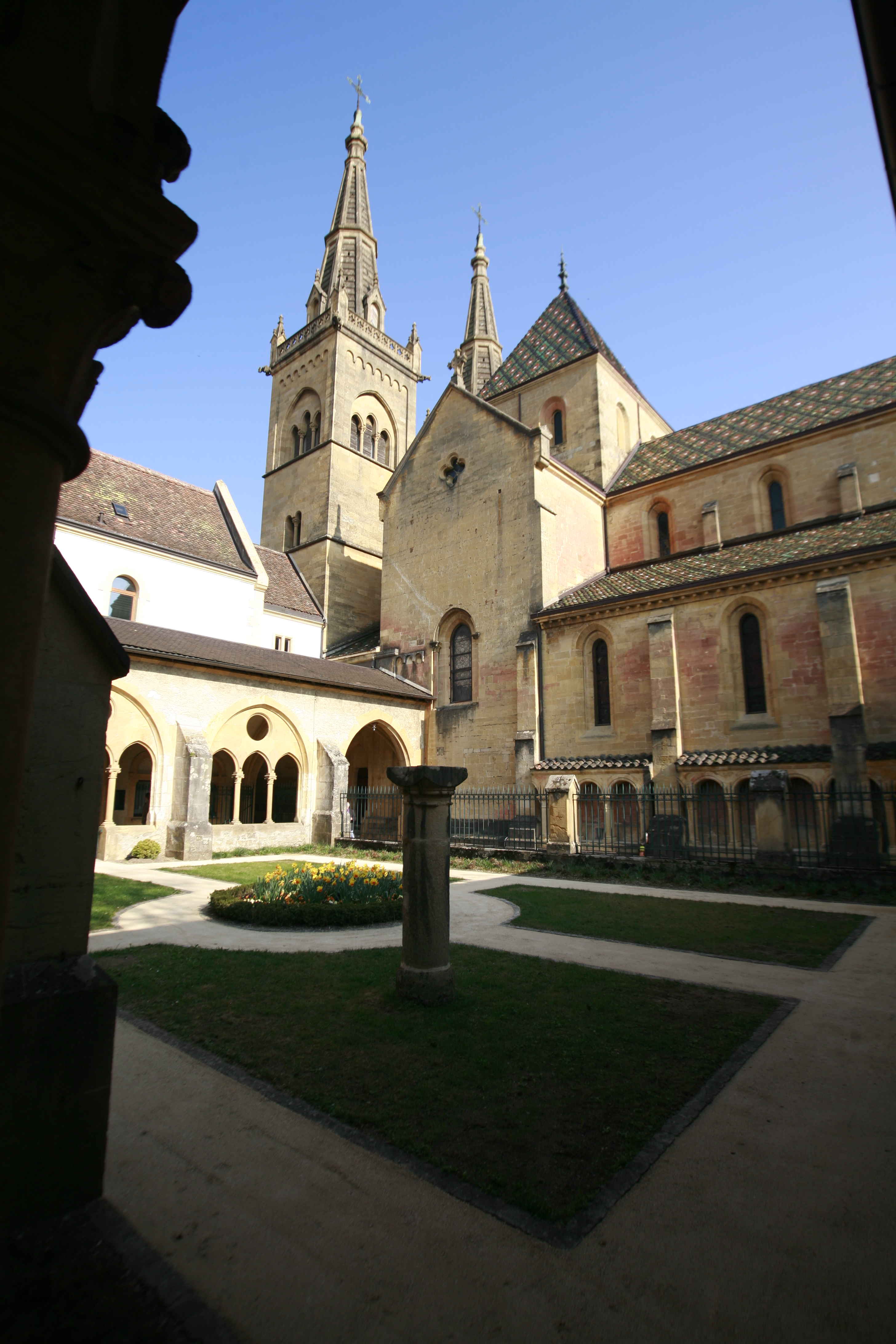
La collégiale vu de son cloître.
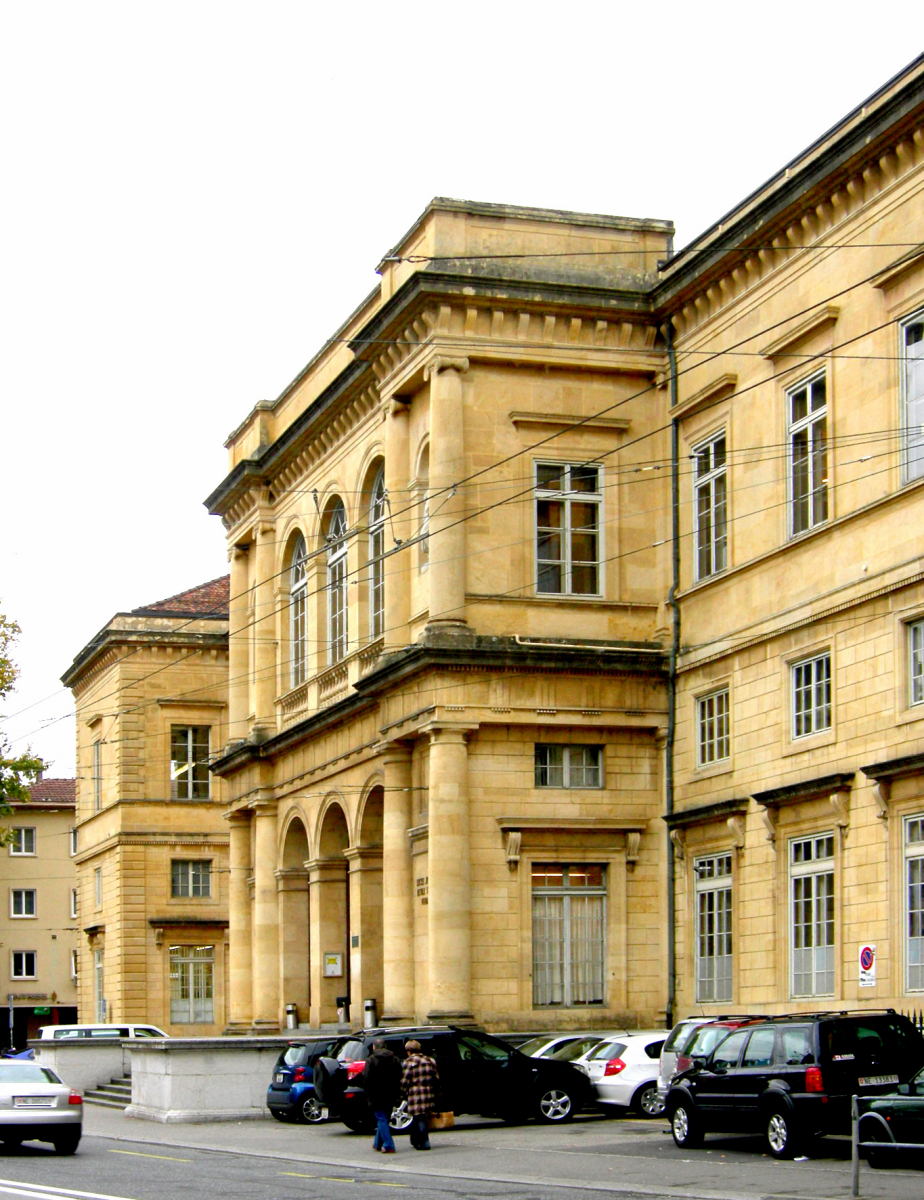
Collège latin.
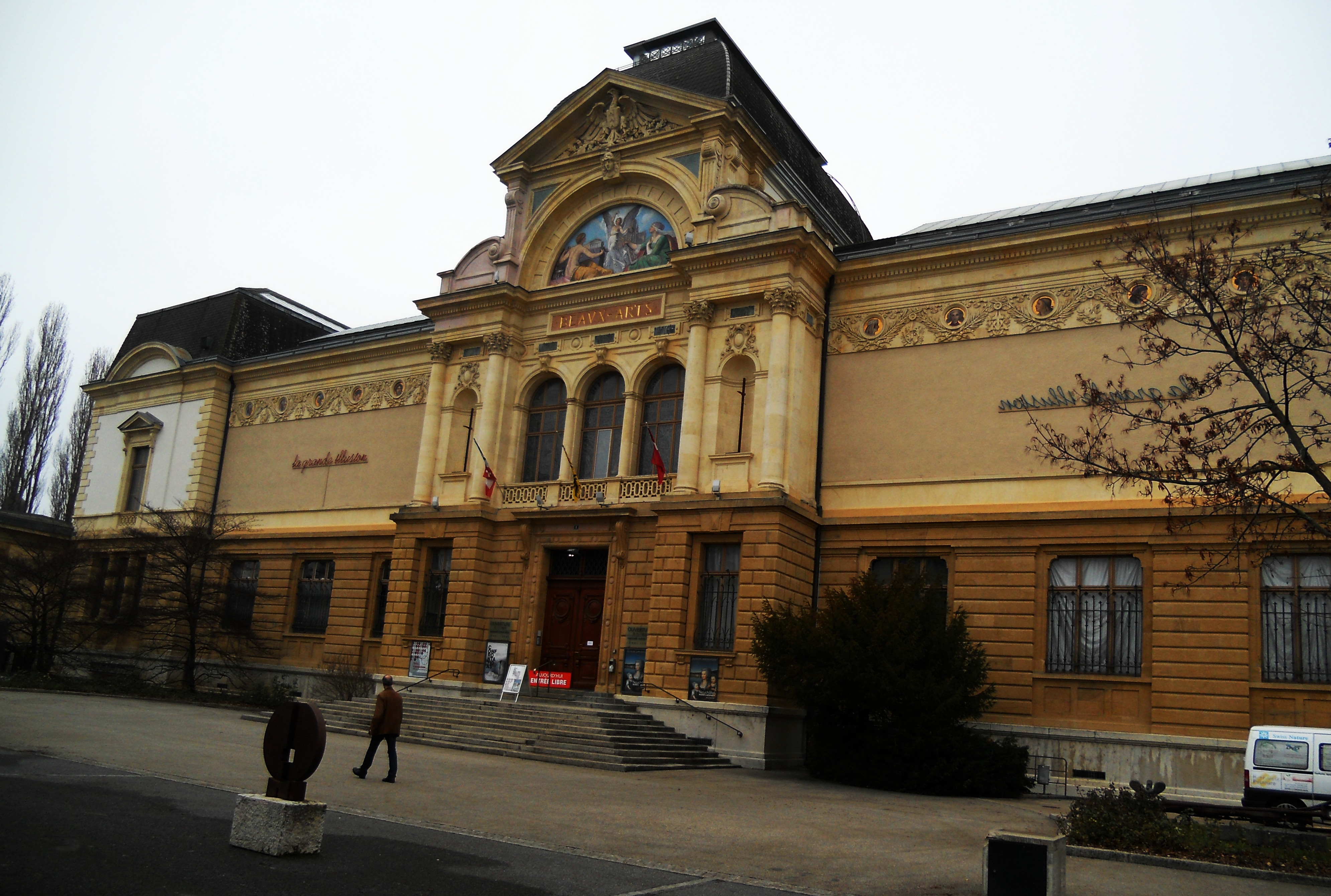
Musée d'art et d'histoire.
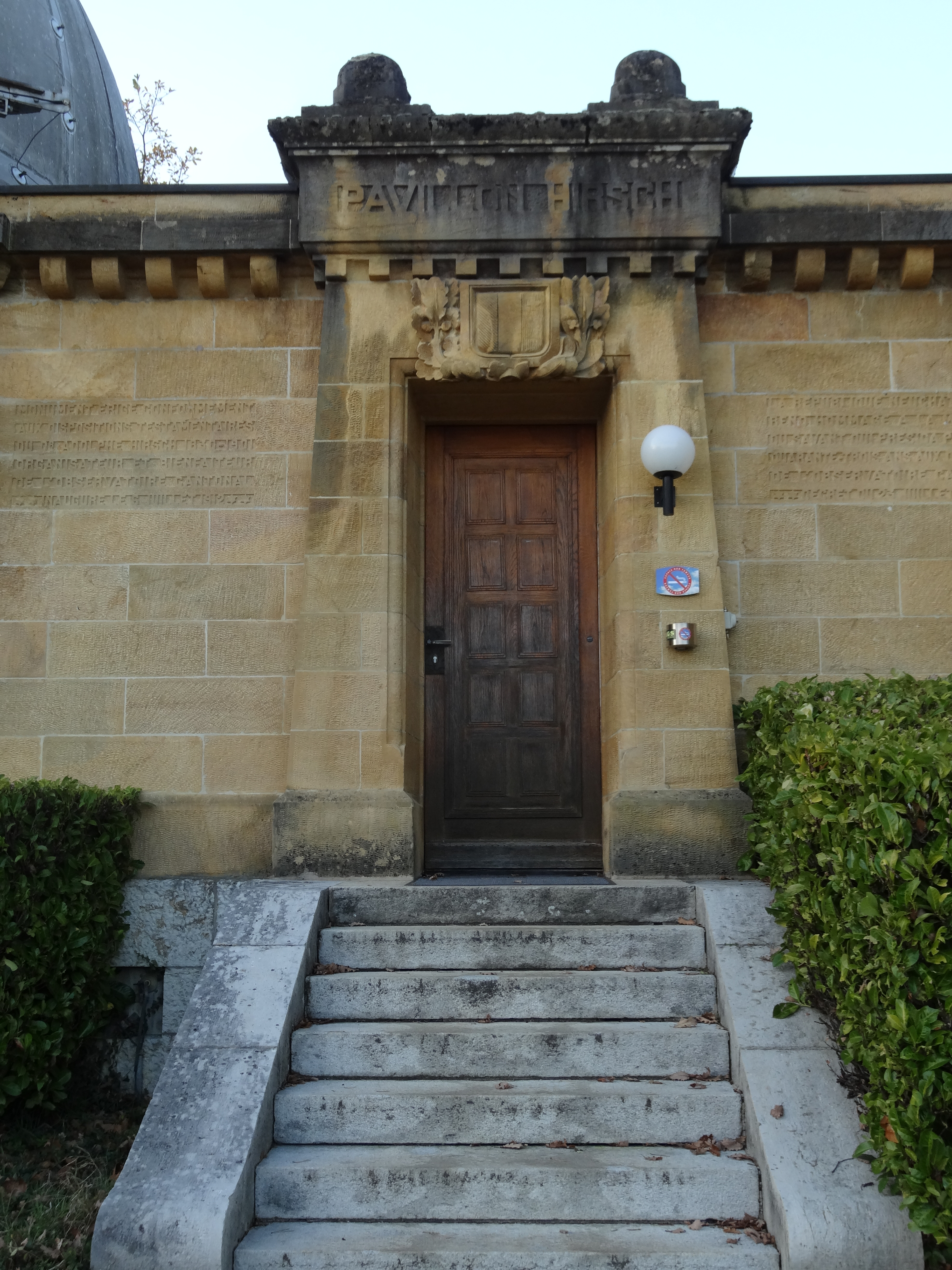
Porte de l'observatoire.
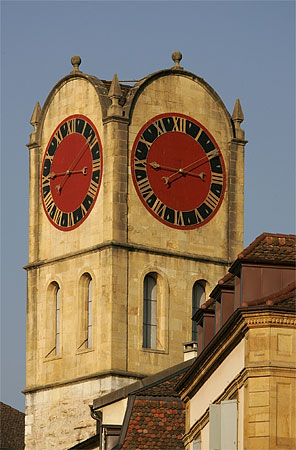
La tour de Diesse.
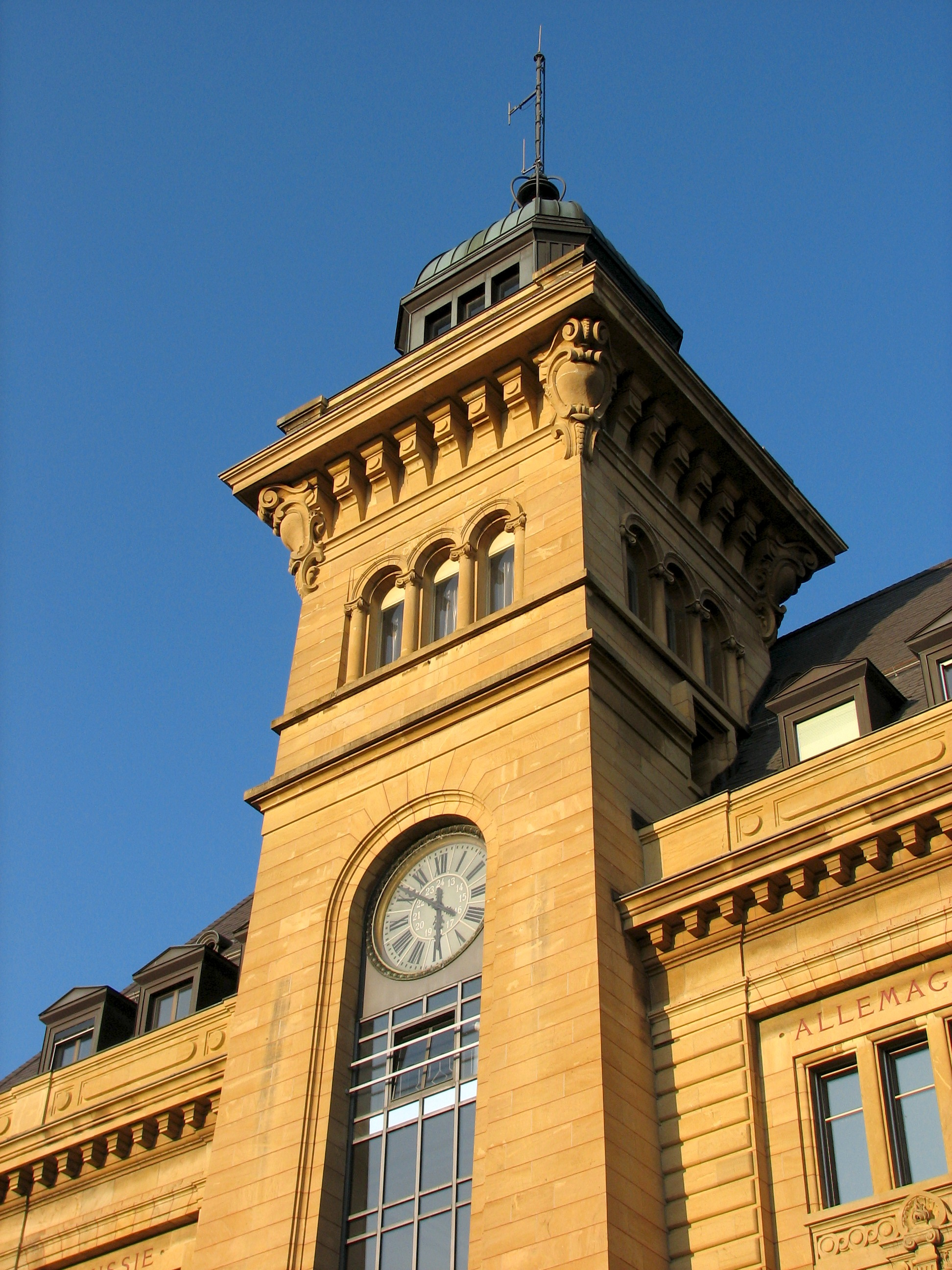
Hôtel des postes.
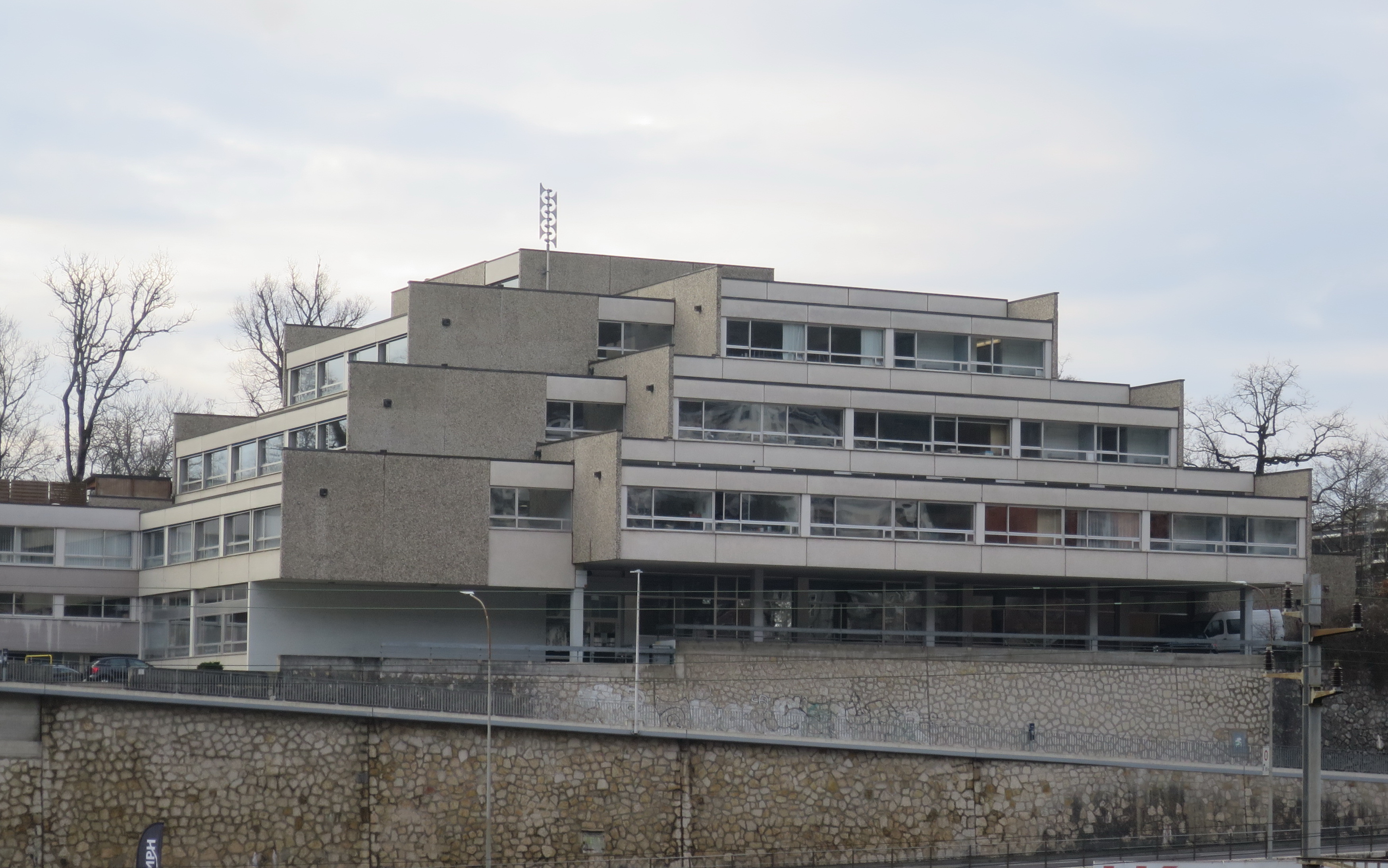
L'une des « pyramides » du collège du Mail.

### Patrimoine culturel

#### Héraldique
| Blason | Blasonnement : D'or à l'aigle de sable, membrée bequée et languée de gueules portant en cœur un écusson d'or au pal de gueules chargé de trois chevrons d'argent. |

#### Musées

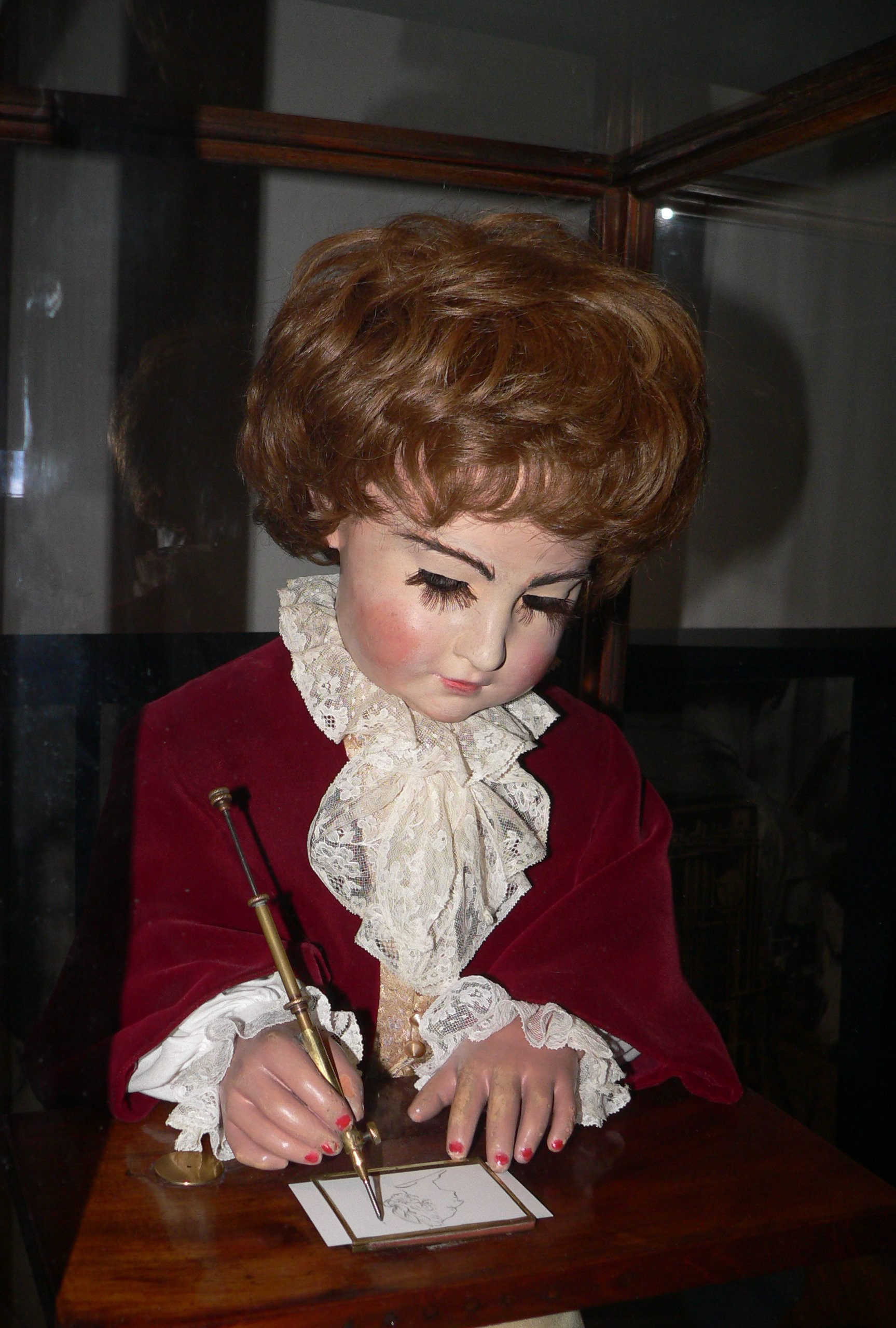
Le dessinateur, un des trois automates de Jaquet-Droz.

- Le Musée d'art et d'histoire & Automates Jaquet-Droz, situé dans un bâtiment construit pour abriter le Musée des beaux-arts ou Musée de peinture par Léo Châtelain en 1885[24],[176], offre à ses visiteurs plus de vingt salles d’expositions permanentes ou temporaires et présente des collections d’art neuchâtelois, suisse et français dont les automates Jaquet-Droz, trois androïdes datant du XVIIIe siècle. Des maquettes historiques de la ville de Neuchâtel de l'an mil à ce jour[Quand ?] sont exposées de manière permanente aux « Galeries de l'histoire », antenne du Musée d'art et d'histoire.
- Le Muséum d'histoire naturelle, qui habite l'ancien Collège de jeunes filles dessiné par Rychner et terminé en 1853[137], présente une exposition permanente des mammifères et oiseaux de Suisse dans leur milieu (dioramas sonorisés pour les oiseaux).
- Le Musée d'ethnographie de Neuchâtel se trouve dans la Villa de Pury, léguée par James-Ferdinand de Pury à la ville à condition d'y installer le musée, inauguré en 1904[176]. Son exposition de référence, L'impermanence des choses parcours les collections, avec des objets de tous les continents ainsi que d'Égypte antique.
- Le Centre Dürrenmatt Neuchâtel, logé dans un bâtiment dessiné par Mario Botta et inauguré en 2000, comprend un espace d'exposition réservé à la littérature et aux arts visuels. Institution dépendante de la Bibliothèque nationale suisse et de l'Office fédéral de la culture, il s'y organise des conférences, des débats ainsi que des concerts de musique contemporaine.
- Le Laténium, parc et musée d'archéologie de Neuchâtel inauguré en 2001, voir Hauterive.
- Le Centre d'art Neuchâtel (CAN), centre d'art contemporain inauguré en 1995. Il se trouve au centre-ville.

#### Théâtres et autres scènes
- Théâtre du Passage : inauguré en 2000, dispose de deux salles de spectacle, d'un restaurant et d'un appartement[177].
- Maison du Concert : ancien théâtre de la ville dont la première construction date de 1766 - 1769[178].
- Théâtre du Pommier : petite salle située dans la ville médiévale, abrite le Centre Culturel Neuchâtel et son école de théâtre.
- Case à Chocs : salle de concert et d'événements variés, du punk au reggae, de l'électro au jazz ou encore du hip-hop[179].

#### Bibliothèque et archives
La Bibliothèque publique et universitaire de Neuchâtel se situe dans le Collège latin, aussi connu comme l'ancien Gymnase. Le bâtiment est construit en 1835 sur la presqu'île de la Salle formée par le delta du Seyon,. La bibliothèque regroupe un fonds Jean-Jacques Rousseau ainsi que le fonds Rott.
Les Archives de la ville de Neuchâtel, situées dans la cour de l'Hôtel DuPeyrou, conservent les archives publiques de l'administration communale depuis le XIIIe siècle et un grand nombre de fonds privés, tel que le fonds de l'entreprise chocolatière Suchard-Tobler.
Les Archives de l'État de Neuchâtel, situées au Château, conservent depuis le XIIe siècle les archives publiques de l'administration seigneuriale, comtale, princière et républicaine, un patrimoine précieux pour comprendre le passé non seulement du canton, mais aussi de la ville de Neuchâtel.

### Personnalités
|                                                                | Artistes | Personnalités de la politique et de l'économie | Scientifiques, théologiens |
| -------------------------------------------------------------- | --- | --- | --- |
| Les comtes de Neuchâtel, personnalités actives avant 1707      | - Comte Rodolph II de Neuchâtel (1196 ?- ?), ménestrel. | | - Saint Guillaume (1150 ?-1231), chanoine de Neuchâtel à l'époque de la construction de la partie romane de la Collégiale, vénéré pour des résurrections d'enfants mort-nés le temps de leur baptême, son culte se perpétue jusqu'à la Réforme. - Guillaume Farel (1489-1565), clerc français, fondateur de l'Église réformée, dont la statue trône devant la collégiale de la ville. - Pierre de Vingle (1495-1536), imprimeur de la Bible d'Olivétan, première Bible protestante en langue française (1535). |
| Période prussienne, personnalités actives de 1707 à 1814       | - Jean-Pierre Preudhomme (1732-1795), peintre neuchâtelois, travaille sous la direction de Greuze puis de Jean-Baptiste Le Prince. - Isabelle de Charrière (1740-1805), écrivaine néerlandaise. | - François Bigot (1703-1778), dernier Intendant français de la Nouvelle-France (Canada). - Amélie Humbert-Droz (1851-1936), féministe suisse appartenant au mouvement pour le relèvement moral. Elle est secrétaire de Josephine Butler. - David de Pury (1709-1786), négociant neuchâtelois à Lisbonne, mécène par excellence de la ville, et baron prussien. - Pierre-Alexandre DuPeyrou (1729-1794), notable neuchâtelois et ami de Jean-Jacques Rousseau. - Jean-Frédéric Perregaux (1744-1808), banquier, cofondateur de la Banque de France, sénateur et comte du Ier Empire. - Frédéric-Alexandre de Chambrier (1785-1856), dernier gouverneur de la principauté de Neuchâtel pour le roi de Prusse, Créateur de l'Académie neuchâteloise, et élu de la Diète fédérale. - Jean-Paul Marat, révolutionnaire né à Neuchâtel en 1743. | - Jean-Frédéric Osterwald (1663-1747), chef de l'Église de Neuchâtel et imprimeur de la Bible éponyme. - Abraham Breguet (1747-1823), horloger et physicien franco-suisse, grand-père de Louis Breguet. |
| Neuchâtel, canton suisse, personnalités actives de 1815 à 1945 | - Andreas Späth (1790-1876), compositeur allemand, directeur de la société de musique et organiste de la ville de Neuchâtel de 1833 à 1838. - Philippe Godet (1850-1922), écrivain neuchâtelois. - Alice de Chambrier (1861-1882), poétesse neuchâteloise. - Edouard Herzig (1860-1926), peintre orientaliste et Algérois. - Charles L’Eplattenier (1874-1946), peintre et architecte né à Neuchâtel. - Denis de Rougemont (1906-1985), écrivain et philosophe suisse neuchâtelois. - Hans Seiler (1907-1986), peintre suisse. - Victor Vasarely (1908-1997), artiste graphique qui vécut à Neuchâtel, père du Op art. - Marcel North (1909-1990), illustrateur, graveur, et dessinateur neuchâtelois. - Henri Devain (1912-1998), écrivain et poète patriotique jurassien, né à Neuchâtel. | - Alexandre Charles Perrégaux (1791-1837), militaire dans l'armée française, fondateur de la ville éponyme en Algérie. - Charles Beslay (1795-1878), doyen des révolutionnaires de la Commune de Paris. - Philippe Suchard (1797-1884), homme d'affaires boudrysan, a ouvert son premier magasin de confiserie à Neuchâtel en 1825. - Victor Attinger, (1856-1927), éditeur et photographe neuchâtelois. - Max Petitpierre (1899-1994), conseiller fédéral (ministre des affaires étrangères) et président de la Confédération. - Maurice Bavaud (1916-1941), natif de la ville, tentative d'assassinat sur Adolf Hitler. - Marguerite Evard (1880-1950), première femme licenciée ès lettres de l'Université de Neuchâtel. | - Louis Agassiz (1807-1873), naturaliste américano-suisse, professeur à l'Université de Neuchâtel, un des fondateurs de l’Académie des sciences des États-Unis. - Jean-Frédéric Chaillet (1747-1839), botaniste, militaire. - Pierre Jean Edouard Desor (1811-1882), préhistorien. - Frédéric Godet (1812-1900), pasteur, théologien protestant et essayiste. - Louis Favre (1822-1904), naturaliste, historien, écrivain, archéologue, dessinateur neuchâtelois. - Charles-Henri Godet (1797-1879), botaniste et entomologiste - Jean Piaget (1896-1980), psychologue, biologiste, logicien et épistémologue neuchâtelois. - Maurice Zundel (1897-1975), théologien catholique neuchâtelois. - Daniel Bovet (1907-1992), prix Nobel de médecine en 1957. |
| Personnalités contemporaines, actives dès 1945                 | - Édith Boissonnas (1904-1989), poète. - André Ramseyer (1914-2007), sculpteur suisse qui a enseigné à Neuchâtel. - Pierre Chappuis (1930-2020), poète. - Friedrich Dürrenmatt (1921-1990), dramaturge, écrivain et peintre suisse, qui a vécu à Neuchâtel de 1952 à sa mort, en 1990. - Julien Dunilac (1923-2015), écrivain et directeur de l'Office fédéral de la culture né à Neuchâtel. - Jean Hirtzel (1936-1999), sculpteur, écrivain et peintre né à Neuchâtel. - Marcel Mathys (1933-), sculpteur né à Neuchâtel. - Agota Kristof (1935-2011), écrivaine hongroise. - Aloys Perregaux (1938-), peintre suisse. - Émilienne Farny (1938-2014), peintre suisse. - Armande Oswald (1940-), peintre, graveuse, dessinatrice, graphiste, scénographe neuchâteloise. - Jean-Pierre Egger (1943-), athlète né à Neuchâtel. - Anne-Lise Grobéty (1949-2010), écrivaine suisse, étudie à Neuchâtel. - Colin Thibert (1951-), scénariste, romancier, auteur de pièces radiophoniques français né à Neuchâtel. - Marc Jurt (1955-2006), dessinateur et graveur neuchâtelois. - Louis Crelier (1955-), compositeur neuchâtelois. - Robert Miles (1969-2017), DJ et producteur, créateur de la dream trance. - Yves Larock (1978-), DJ et producteur suisse. - John Howe (1957-), dessinateur canadien vivant à Neuchâtel, qui a notamment illustré Le Seigneur des Anneaux et Le Hobbit de J.R.R. Tolkien - Namsa Leuba (1982), photographe helvéto-guinéenne. | - Denise Berthoud (1916-2005), avocate et présidente de l'Alliance de sociétés féminines suisses, née à Neuchâtel - Silvio Fanti (1919-1997), psychiatre et psychanalyste neuchâtelois, fondateur de micropsychanalyse. - Eric Schwarz (193x-), physicien neuchâtelois qui formule le modèle de Neuchâtel en 1996, outil de systémique. - Claude Frochaux (1935-), écrivain, éditeur, fait son gymnase à Neuchâtel. - Denis Müller (1940-), théologien protestant neuchâtelois. - Denis Oswald, (1941-…), né à Neuchâtel, médaillé olympique en 1968 (aviron), membre du Comité international olympique. - Nicole Baur (1961-), une personnalité politique suisse du parti des Verts, également impliquée dans les problématiques d'égalité homme-femme - Pedro Mendes (1990-), footballeur portugais né à Neuchâtel.                     | |